# Jagdpanzer VI Jagdtiger
Der deutsche Jagdpanzer VI (Suggestivname: Jagdtiger) (Sd.Kfz. 186, spätere Ausführung: Sd.Kfz. 185) war ein überschwerer Jagdpanzer, der in der zweiten Hälfte des Zweiten Weltkriegs auf der Basis des bereits entwickelten schweren Panzerkampfwagens VI Tiger II für das deutsche Heer konzipiert und von der Wehrmacht und Waffen-SS ab Dezember 1944 eingesetzt wurde.
Der Jagdtiger (in der Henschel-Ausführung) ist mit seinen 74 Tonnen Kampfgewicht der weltweit schwerste jemals in Serie gebaute Panzer.

## Entwicklung

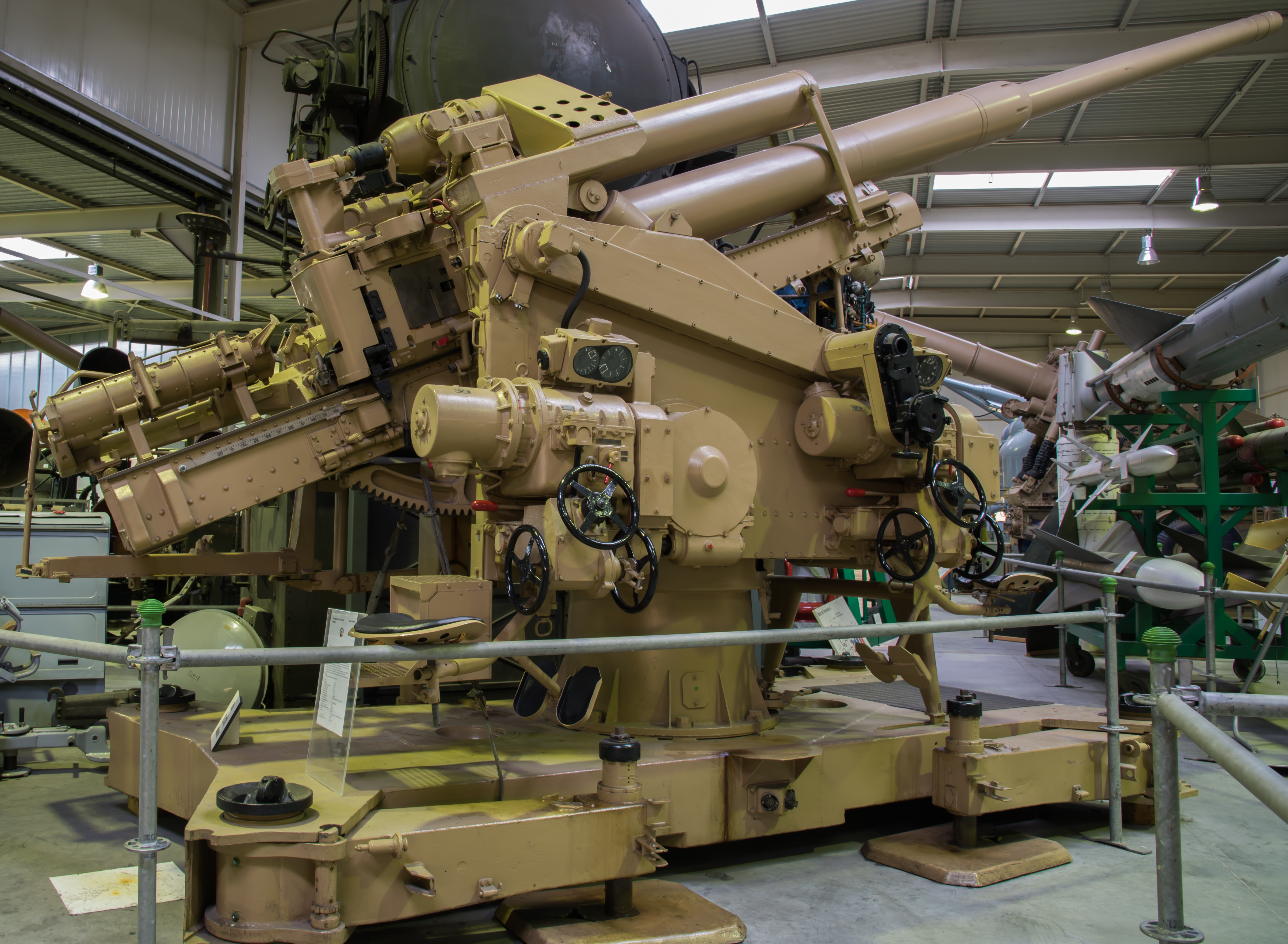
Die 12,8-cm-FlaK 40 sollte als Basis einer neuen Kanone für das Heer dienen.

Die Geschichte des Jagdtigers ist die Fortführung der Entwicklung einer neuen schweren Mehrzweckkanone für das Heer und Versuchen, jene zu motorisieren: Mit dem Beginn des Luftkrieges im Zweiten Weltkrieg ab September 1939 stellte sich die 1938 entwickelte 12,8-cm-Flugabwehrkanone 40 als ein erfolgreiches Waffensystem heraus. Gleichzeitig suchte das Heer nach einem schweren, motorisierten Geschütz, welches gegen massive Bunkeranlagen (wie die der Maginot-Linie in Frankreich oder auf Gibraltar) eingesetzt werden konnte.

### Panzerselbstfahrlafette für 12,8-cm-Kanone 40 „Sturer Emil“

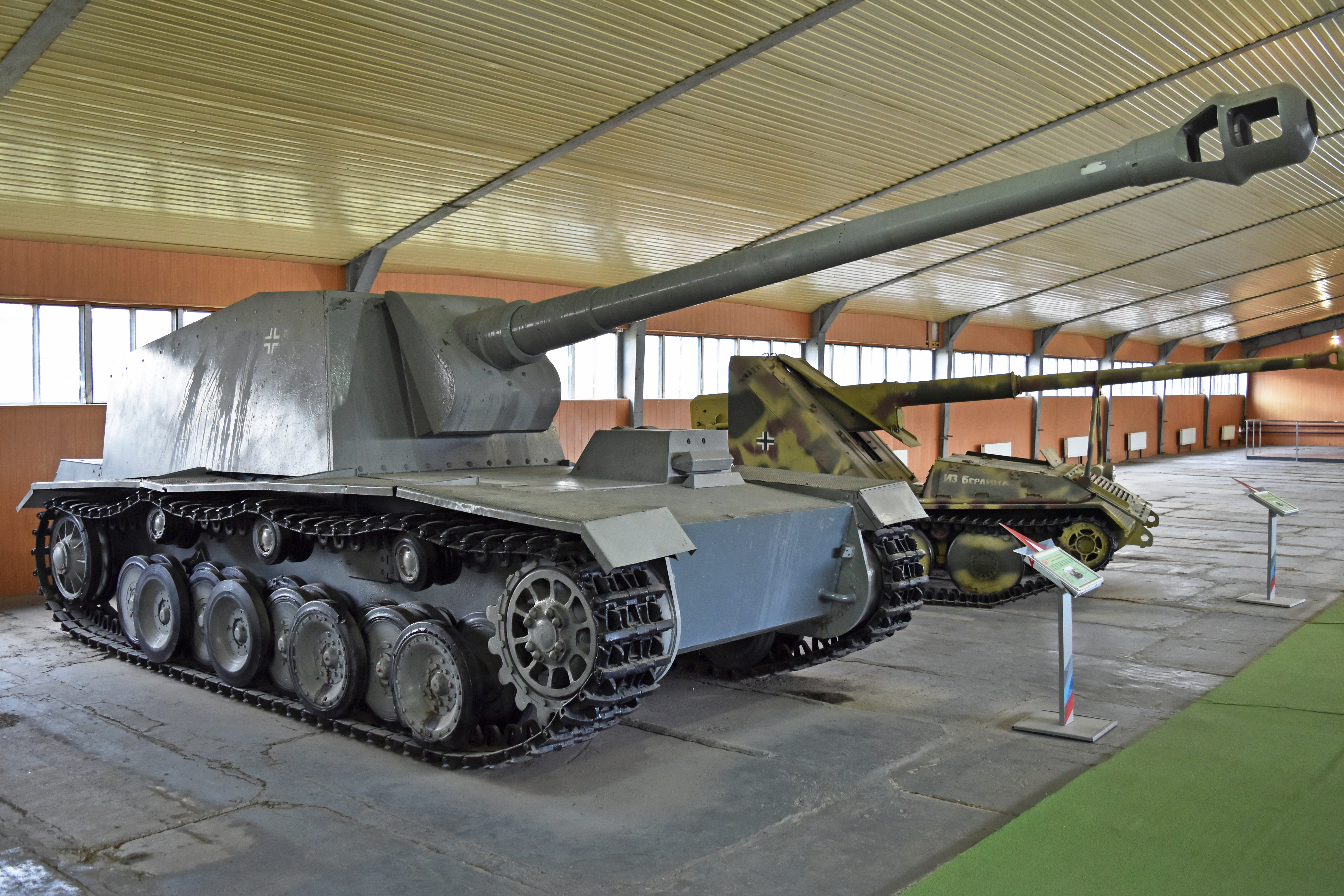
Die Panzerselbstfahrlafette für 12,8-cm-Kanone 40 „Sturer Emil“ war der erste Versuch einer Motorisierung der 12,8-cm-FlaK 40.

Mit dem Bedürfnis nach einem motorisierten schweren Geschütz begann man schon 1939 mit der Entwicklung von Selbstfahrlafetten mit schweren 10,5-cm- und 12,8-cm-Geschützen. Das dafür neu zu entwickelnde 12,8-cm-Geschütz sollte auf Basis der bereits bewährten 12,8-cm-FlaK 40 konstruiert werden, um den technischen Fortschritt aus jenem Projekt wie auch die gleichen Munitionsparameter nutzen zu können. Im Mai 1941 wurde dann der Schwerpunkt bei der Entwicklung dieser Waffensysteme vor allem auf die Bekämpfung schwerer Panzer gelegt. Im März 1942 resultierte das Projekt einer schwerbewaffneten Selbstfahrlafette dann in die Entwicklung lediglich zweier Fahrzeuge vom Typ Panzerselbstfahrlafette für 12,8-cm-Kanone 40 „Sturer Emil“ mit einer neuen 12,8-cm-Flak 40 L/61. Die Selbstfahrlafette wurde später von Mai 1942 bis zum Verlust im Februar 1943 an der Ostfront eingesetzt; jedoch ohne panzerbrechende Munition, da jene bei ihrer Entwicklung technische Probleme bereitet hatte.

### Entwicklung einer neuen 12,8-cm-Kanone für das Heer

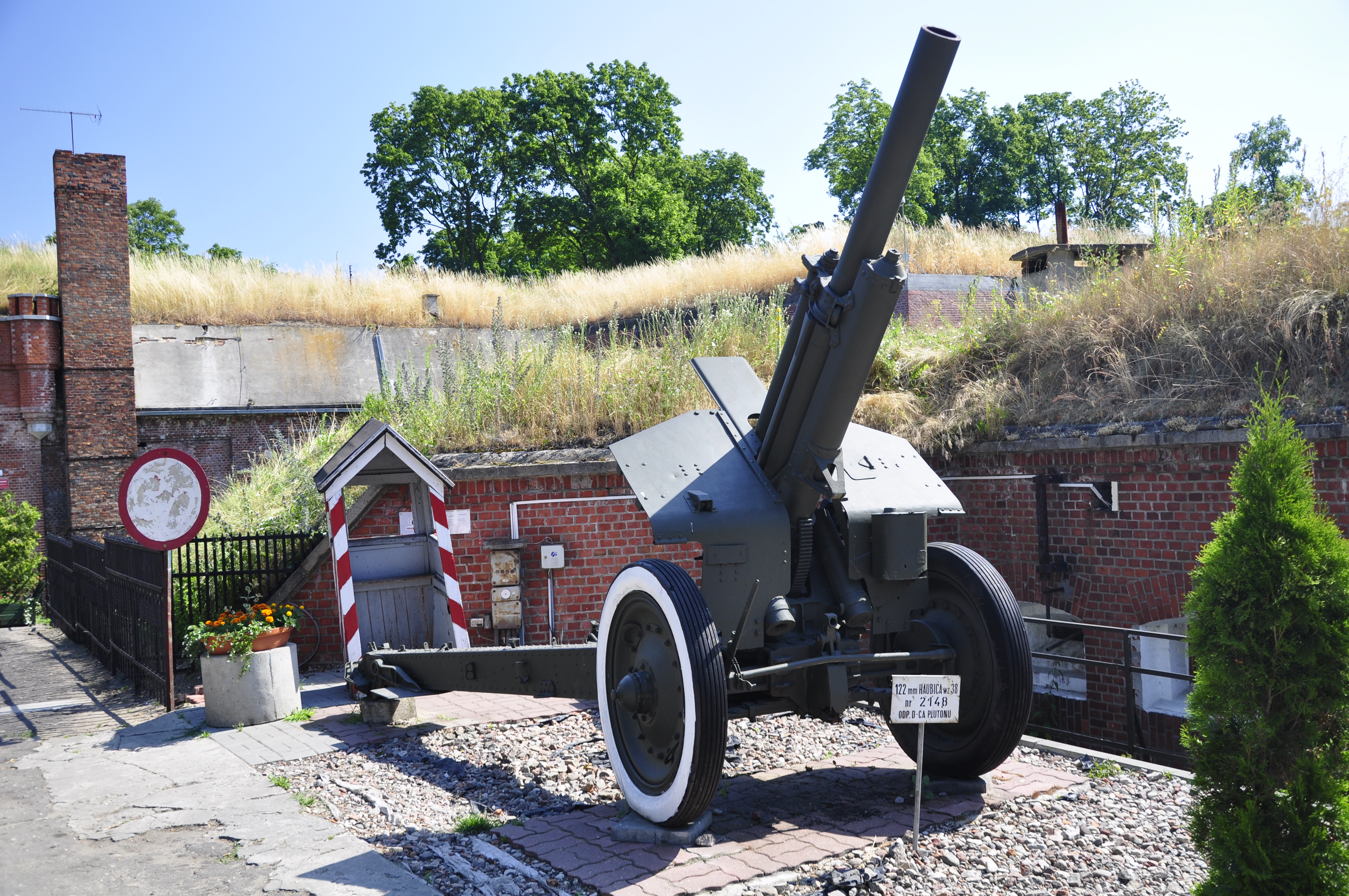
Nachdem man 1941 Erfahrungen mit der M1938 (M-30) gemacht hatte, wuchs das Bedürfnis nach einem äquivalenten Waffensystem.

Während des Überfalls auf die Sowjetunion (ab Juni 1941) erbeuteten die Deutschen außerdem sehr viele einsatzbereite M1938 (M-30) 122-mm-Haubitzen, welche sie auch erfolgreich wieder gegen die Rote Armee einsetzten. Da die Geschütze eine gute Ballistik aufwiesen, wurde beim deutschen Heer der Bedarf nach einem äquivalenten Waffensystem größer. Auf das Bedürfnis einer schweren Mehrzweckkanone für das Heer folgten am 20. Mai 1942 die ersten Entwürfe einer 6 Tonnen schweren und auf einer Kreuzlafette montierten 12,8-cm-Kanone mit der Rohrlänge L/47. Im September forderte die Abteilung WaPrüf 6 des Heereswaffenamtes jedoch eine Durchschlagsleistung von 240 bis 250 mm auf 1000 Meter. Im Oktober folgten somit Untersuchungen, ob sich eine 12,8-cm-Kanone mit der Rohrlänge L/80 produzieren ließe, doch ein so langes Rohr hätte zu große Schwierigkeiten bereitet, sodass die Rohrlänge L/80 ausgeschlossen wurde. Gleichzeitig entwarf die Krupp AG unter dem Namen „Spinne 12“ den Entwurf einer 12,8-cm-Sebstfahrlafette mit einem 360°-Seitenrichtbereich auf Basis des „Leopard“-Prototyps von Porsche. Am 10. November 1942 folgten darauf Aufträge des Heereswaffenamtes an Krupp zum Bau zweier Holzmodelle einer 12,8-cm-FlaK 40 L/65 auf dem Fahrgestell eines Panzerkampfwagens V Panther („Grille 12“) und als Selbstfahrlafette („Skorpion 12“), um die 12,8-cm-Kanone beweglich zu bekommen. Krupp entwickelte darauf Entwürfe einer 12,8-cm-Kanone 43 L/51 und einer 12,8-cm-PaK 43 L/53. Beide Projekte wurden jedoch vor 1943 aufgegeben. Im Dezember 1942 erging auch der Befehl Adolf Hitlers, dass ein Geschütz mit einer Durchschlagskraft von mindestens 220 mm auf 1000 Meter entwickelt werden sollte. Am 4. Januar 1943 verlangte Hitler dann für das 12,8-cm-Geschütz des zu der Zeit noch entwickelten Panzerkampfwagen VIII Maus eine Durchschlagsleistung von 200 mm mit panzerbrechender und 250 mm mit spezieller Munition, was sich Krupp dann auch vornahm.

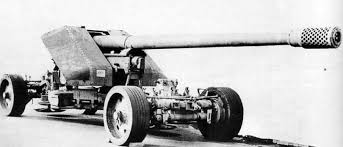
Eine 12,8-cm-Pak 44 L/55 auf Vierradlafette

Somit entschied man sich am 16. Januar 1943 für die Entwicklung der 12,8-cm-Kanone L/55. Rohrlänge und Kaliber entsprachen der 12,8-cm-FlaK 40. Das Geschütz wurde in drei verschiedenen Versionen ausgeführt:
- 12,8-cm-Panzerabwehrkanone (PaK) für das Heer
- 12,8-cm-Panzerjägerkanone (PjK) für schwere Panzerjäger
- 12,8-cm-Kampfwagenkanone (KwK) für schwere Kampfpanzer

Die motorisierten PjK und KwK bekamen zusätzlich keine Mündungsbremse, damit auch die von Hitler geforderte Treibspiegelmunition verschossen werden konnte und damit kein seitlich ausgestoßener Feuerstrahl dem Richtschützen die Sicht verdeckte.

### Entwicklung des Panzerjägers
Mit der Entwicklung des Panzerkampfwagen VI Ausf. B Tiger II seit Oktober 1942 stand nun ein weiteres Fahrzeug zur Verfügung, auf dessen Fahrgestell ein 12,8-cm-Geschütz montiert werden konnte. Am 26. Januar 1943 wurde die Firma Henschel & Sohn in Kassel nach einem Gespräch mit dem Reichsminister für Bewaffnung und Munition Albert Speer mit der Entwicklung eines „Sturmgeschützes“ auf dem Fahrgestell des „Tiger H3“ (Tiger II) beauftragt. Das Fahrzeug sollte (in Gegensatz zum Tiger II) einen nach vorn verlegten Motor haben, bis zu 200 mm gepanzert sein und 70 t wiegen; Feuerkraft und Panzerung waren dabei wichtiger als die Mobilität. Die fertigen Zeichnungen des Fahrzeugs sollten im Juni 1943 vorgelegt werden. Darauf wurde auch am 5. Februar Krupp über die Entwicklung eines neuen Panzerjägers informiert und damit beauftragt, für das neue Fahrzeug das Geschütz vom Maus-Panzer zu produzieren. Ein Entwurf eines neuen 12,8-cm-Geschützes sollte bis zum 10. März 1943 vorgelegt werden.

#### Erste Entwürfe

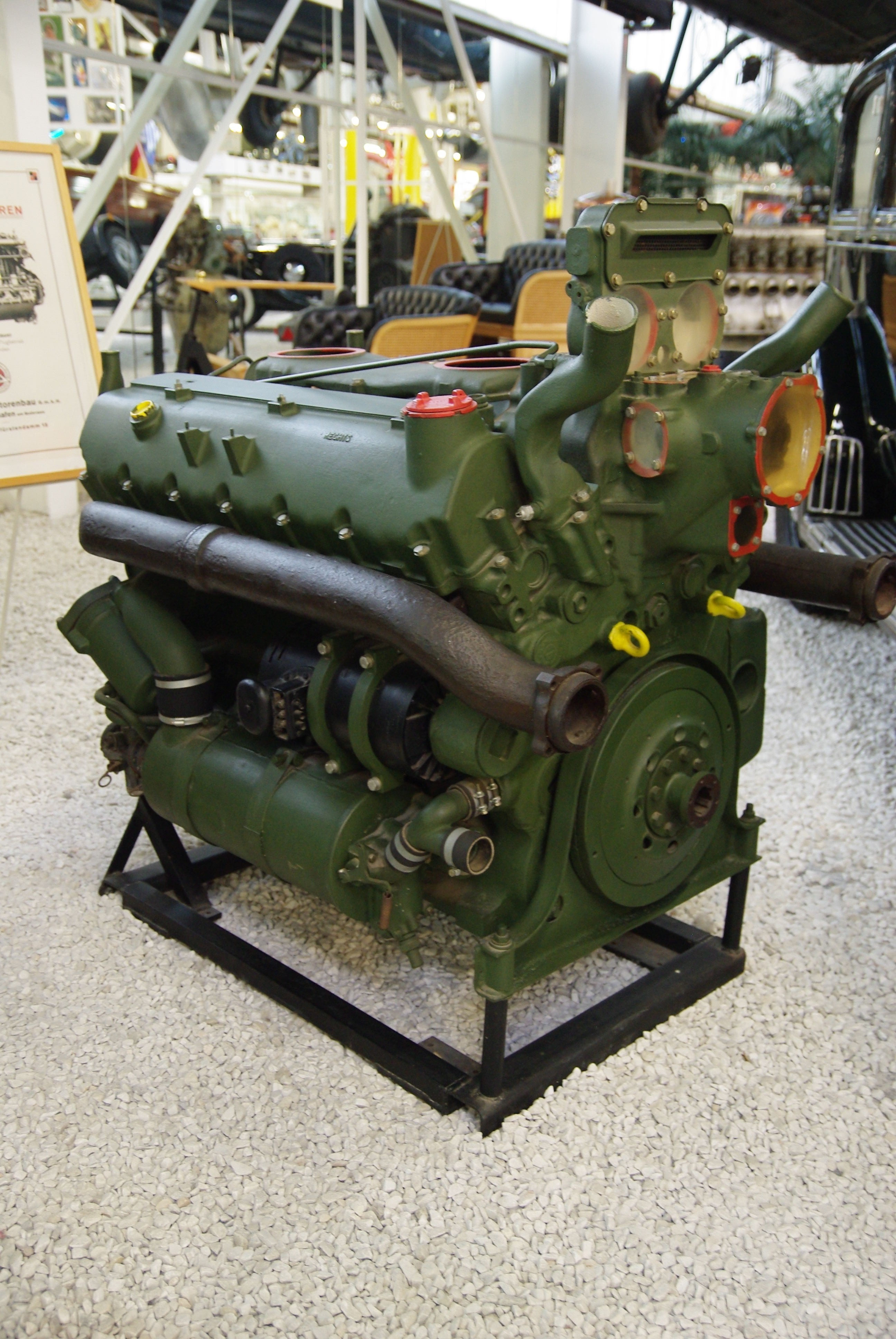
Der Maybach HL 230 war der Antrieb für den Tiger II und die späteren Ausführungen der Fahrgestelle Tiger I und Panther.

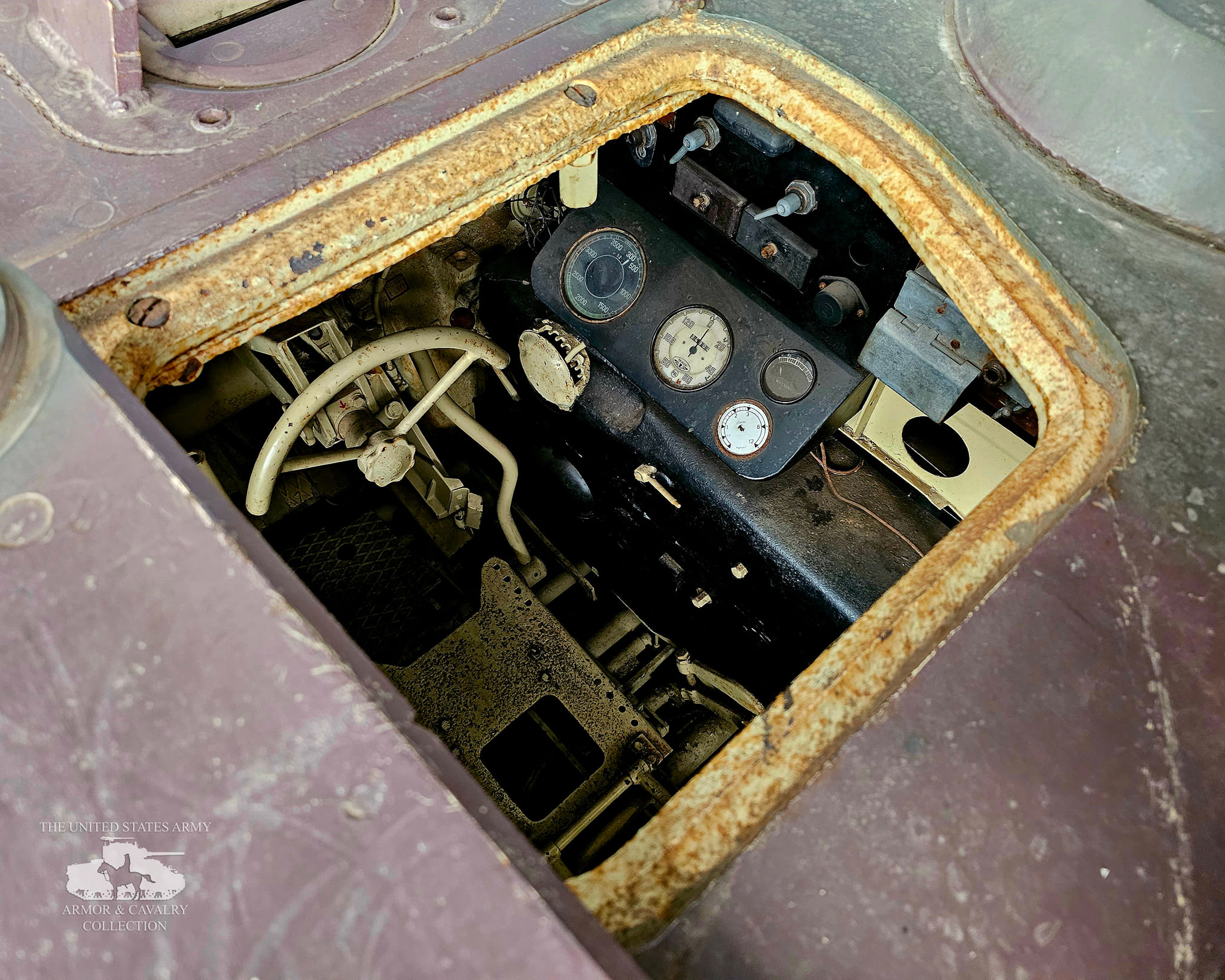
Der Fahrersitz beim Maybach-Getriebe im Tiger II (im Jagdtiger identisch)

Am 12. April 1943 stellte Henschel gleich zwei Entwürfe eines Jagdpanzers auf Basis des Tiger II vor; einen mit hinten liegendem und einen mit vorverlegtem Motor. Das Fahrzeug mit dem vorn verlegten Motor entsprach dem Wunsch des Heereswaffenamtes, da der Kampfraum sich dementsprechend hinten befand und das 7 m lange Rohr vorne nur 1,3 m überstand. Jedoch hätte das vom Tiger II übernommene Fahrgestell hierfür völlig neu konstruiert werden müssen. Außerdem hätte sich ein hinten liegendes Geschütz nicht tief genug senken lassen. Der Entwurf mit dem hinten liegenden Motor ermöglichte dagegen eine deutlich schnellere Entwicklung des Fahrzeugs; jedoch mit einem Rohrüberstand von 3 Metern. Um eine teure Neukonstruktion zu vermeiden und möglichst kostengünstig zu fertigen, entschied das Heereswaffenamt am 5. Mai 1943, das unveränderte Fahrgestell des Tiger II dafür zu nutzen, welches die ideale Basis für Henschels Entwurf mit dem hinten liegenden Motor war. Als Motor wurde der Maybach HL 230 gewählt. Für die Produktion des 8-Gang-Getriebes OLVAR OG40-1216B von Maybach (welches auch im Tiger II verbaut werden sollte) sollten die Adlerwerke in Frankfurt und die Zahnradfabrik in Friedrichshafen zuständig sein.
Bei der nächsten Besprechung zwischen dem Heereswaffenamt und den beteiligten Firmen am 14. Mai 1943 wurde auf Anregung von Henschel entschieden, ein Holzmodell in Originalgröße zu fertigen. Für die Jagdtiger-Produktion wählte man anfangs die Werke von Henschel in Kassel, doch das dortige Werk verfügte nicht über die notwendigen Kräne, um die bis zu 34 t schweren Wannen des Jagdtigers problemlos bewegen zu können, sodass ein modularer Aufbau mit einer von der Wanne getrennten Kasematte vorgeschlagen wurde. Dies hätte den Jagdtiger jedoch weniger wasser- und beschussfest gemacht, sodass die Idee am Folgetag (15. Mai) vom Heereswaffenamt abgelehnt wurde. Somit entstand bei Henschel am Folgetag ein weiterentwickelter Entwurf des Fahrzeugs, welches mit einem Panzerschutz von bis zu 200 mm im Stirnpanzer ein Leergewicht von 65,35 t (im Kampfgewicht 70 t) haben sollte, wodurch eine Höchstgeschwindigkeit von 42 km/h und eine Reichweite auf der Straße von 250 km errechnet worden war. Das erste Fahrzeug sollte im Dezember 1943 fertiggestellt werden.

#### Erste Schießversuche und Erprobung neuer Munition
Am 28. Mai 1943 erfolgten die ersten Schießversuche mit einer 12,8-cm-FlaK 40 mit Patronenmunition und getrennter Munition, wonach man sich am 5. Juni dann für getrennte Munition beim Jagdtiger-Projekt entschied. Außerdem berechnete man für den Jagdtiger eine durchschnittliche Feuerrate von etwa drei Schuss pro Minute. Die erste 12,8-cm-PaK 44 sollte im September 1943 ausgeliefert werden. Die Entwicklung einer Panzergranate für das 12,8-cm-Geschütz erwies sich ebenfalls als sehr schwierig, sodass man noch bis Juli 1943 kein Geschoss mit zufriedenstellender Charakteristik entwickelt hatte. Am 15. September folgten dann die ersten Schießversuche mit dem neuen Geschütz und verschiedenen Granaten. Dabei erfüllte die 12,8-cm-Panzergranate 39 (APC-HE) ihre Ansprüche und penetrierte problemlos 200 mm auf 1000 Meter; die 12,8-cm-Pz.Gr. 43 (APCB-HE) hatte jedoch Probleme mit dem Zünder.

#### Vorbereitung der Produktion
Das Holzmodell des Jagdtigers wurde dann am 28. September 1943 von Offizieren des Heereswaffenamtes bei Henschel inspiziert und Auftragsänderungen wurden beschlossen: Unter anderem wurde der Stirnpanzer von 200 auf 250 mm erhöht. Im Kampfgewicht sollte das Fahrzeug dadurch auf 74 t kommen. Am 20. Oktober wurde das Holzmodell anlässlich der Rüstungskonferenz als „Schwerer Panzerjäger mit 12,8-cm-KwK L/55 auf Tiger II Fahrgestell“ auf dem Truppenübungsplatz Arys erstmals Adolf Hitler vorgestellt. Als dann am 23. Oktober die Serienproduktion des Maus-Panzers offiziell eingestellt worden war, war das 12,8cm-Geschütz nun an erster Stelle für den Jagdtiger bestimmt. Am 17. November entschied man sich bei einer Besprechung der Firma Henschel in Essen endgültig gegen eine Produktion des Jagdtigers in Kassel, da eine gleichzeitige Produktion von Jagdtiger und Tiger II, wie auch das ungelöste Problem mit der Gewichtsbelastung der dortigen Kräne, dies nicht möglich gemacht hätten. Darauf entschied man sich, den Panzerjäger im Nibelungenwerk der Steyr-Daimler-Puch AG in St. Valentin zu produzieren, da dessen Kräne bis zu 60 t schwere Lasten tragen konnten und dort bereits der überschwere Panzerjäger Tiger (P) gebaut worden war. Die aus den Panzerplatten konstruierten Rohbauwannen sollten hierfür in den nur 21 km entfernten Eisenwerken Oberdonau aus der naheliegenden Stadt Linz hergestellt und von dort nach St. Valentin geliefert werden. Die Herstellung der 12,8-cm-PjK sollte in den Krupp-Bertha-Werken in Breslau stattfinden. In Lübeck wurde die Firma Dräger mit der Entwicklung einer Schutzlüftungsanlage (einem Vorläufer heutiger ABC-Schutzanlagen) und in Jena das Unternehmen Carl Zeiss AG mit der Konstruktion der Zieloptik beauftragt.
Am 17. und 18. November 1943 wurden weitere Schießversuche unternommen: Untersucht wurde die Erhitzung des Rohres, die Mündungsgeschwindigkeit, die Streuung und die Ballistik mit den verschiedenen Munitionstypen. Zu einer Produktion im Dezember 1943 konnte es jedoch nicht mehr kommen; es wurde lediglich ein Prototyp mit Porsche-Fahrgestell (ohne Seriennummer) konstruiert und im Nibelungenwerk getestet. Der Jagdtiger war somit erst Januar 1944 für die Produktion bereit.

### Erprobung von Prototypen

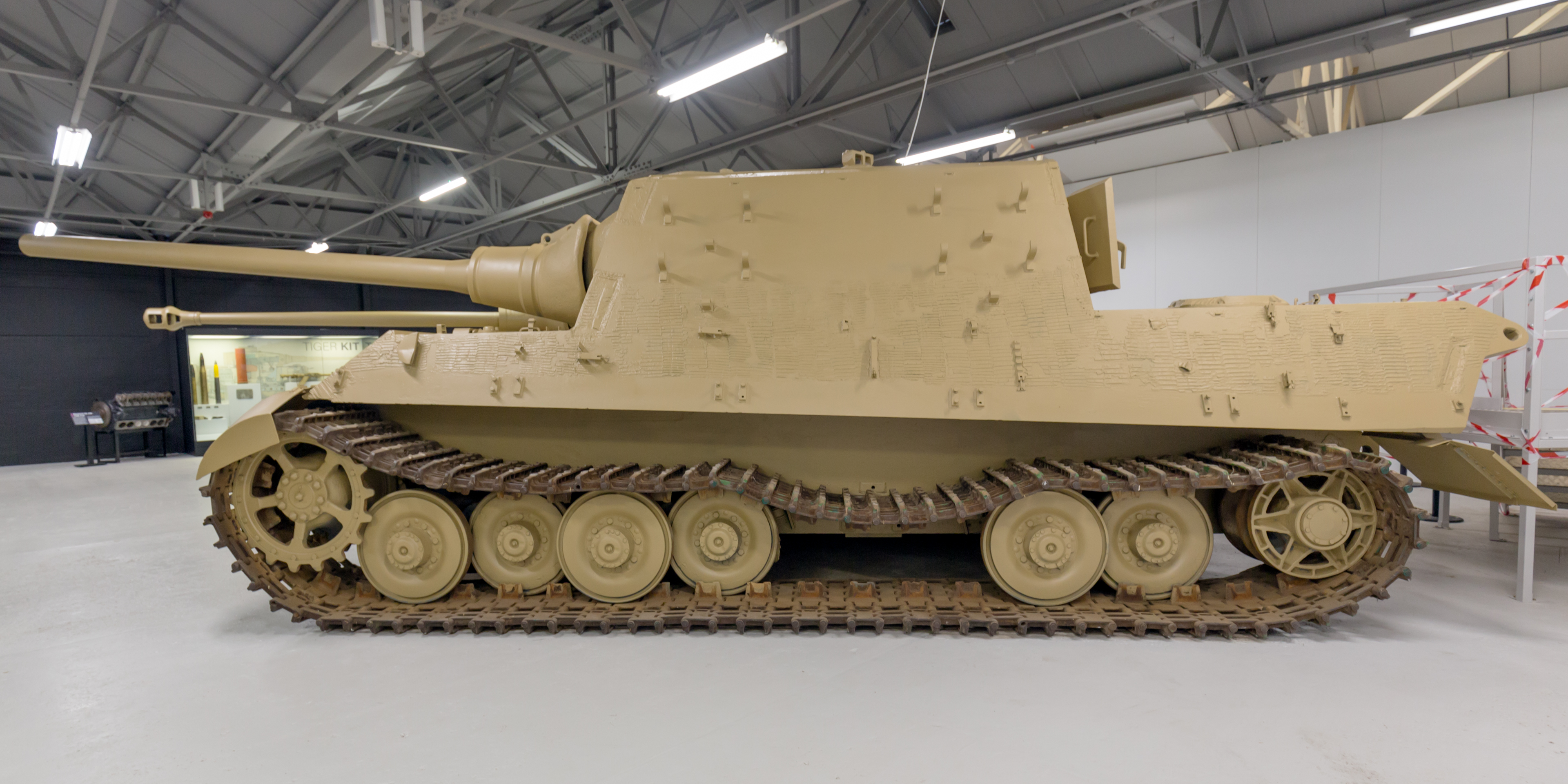
Jagdtiger mit Porsche-Laufwerk (ein Rollenwagen fehlt)

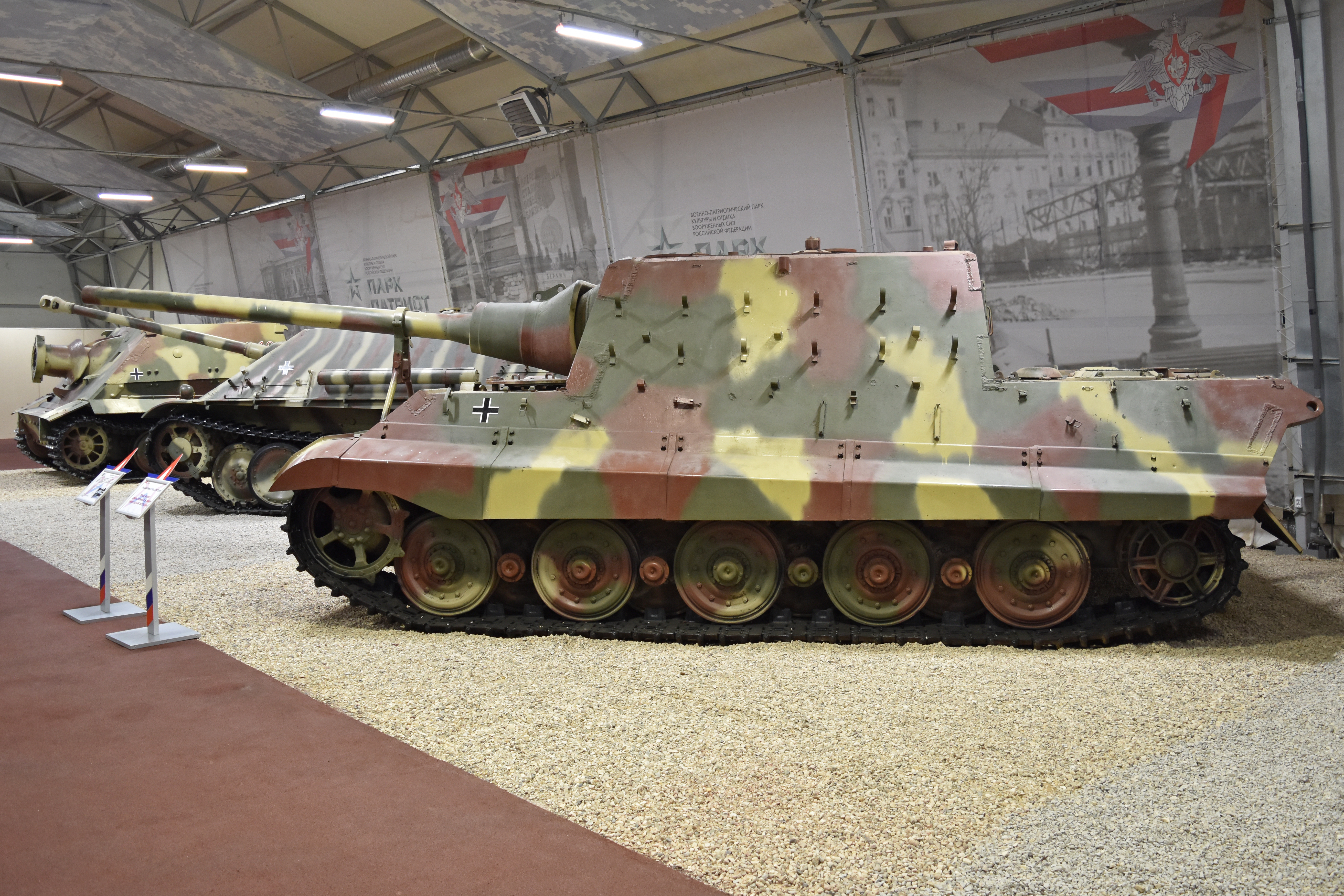
Jagdtiger mit Henschel-Laufwerk

Das Nibelungenwerk fertigte im Januar 1944 zwei Erprobungsfahrzeuge: Es wurde je ein Fahrzeug mit dem Laufwerk von Porsche mit acht 700-mm-Laufrädern pro Seite (Fahrgestellnummer 305001) und eines mit dem Laufwerk von Henschel mit neun 800-mm-Laufrädern (Fahrgestellnummer 305002) gefertigt. Das Laufwerk von Porsche war platzsparender sowie einfacher und billiger zu produzieren. Auch war der Panzer fast 2000 kg leichter. Die beiden Prototypen wurden noch im Februar 1944 zur Erprobung an das Heereswaffenamt in Kummersdorf geliefert. Allerdings zeigte die Fahrwerkserprobung am 5. Mai 1944, dass das Porsche-Laufwerk deutlich schlechter als das von Henschel war: Das von Porsche hatte eine schlechte Gewichtsverteilung auf die Gleisketten vom Typ Gg 24/800/300, sodass Kettenglieder verbiegen und Bolzen brechen konnten. Außerdem hatte das Fahrwerk eine unsanfte Federung, sodass die Schwingungen fünffach stärker waren als bei Henschel. Auch beim Henschel-Fahrwerk litt die Kette unter dem Gewicht des Panzers; jedoch im geringeren Maße, da bei Henschel das Gewicht auf neun Laufrädern pro Seite und bei Porsche auf nur acht verteilt war. Als Lösung versuchte Porsche beim Jagdtiger (Fahrgestellnummer 305001) die schmaleren Ketten vom Jagdpanzer Ferdinand (Kgs 62/640/130) zu versehen, doch das Problem war damit nicht behoben; die Schwingungen waren zwar noch dreimal so hoch wie bei Henschel, doch der Bodendruck wurde dadurch deutlich erhöht. Deshalb entschied man sich letztlich für die Produktion des Henschel-Laufwerks. Es sollten aber neun, bereits für das Porsche-Fahrgestell gefertigte Wannen (Fahrgestellnummer 305004 bis 305012), zu Ende konstruiert werden.
Der Henschel-Jagdtiger ging dann im September 1944 in die Serienproduktion; jedoch mit verbesserter Gleiskette vom Typ Gg 26/800/300.

### Tigerjäger (Krupp) mit 12,8 cm PaK L/66
Im November 1944 präsentierte die Krupp AG unter dem Titel „Umbewaffnung der Panzer“ mehrere Konzepte zur Kampfaufwertung der bereits produzierten Panzertypen durch stärkere Hauptbewaffnung. Darunter war auch die Zeichnung eines Jagdtigers mit einer 12,8-cm-PaK L/66 namens „Tigerjäger (Krupp) mit 12,8 cm PaK L/66“. Die genauen Parameter des neuen Geschützes sind nicht erhalten, jedoch hätte eine solche Umbewaffnung große Rekonstruktionen der Kasematte gefordert, ohne dabei den Kampfwert signifikant zu erhöhen. Der geplante Panzerjäger hätte bei 12 Metern Länge bis zu 78 Tonnen gewogen und wäre auch nicht mehr fähig gewesen, aus der Fahrt zu feuern. Das Konzept wurde dementsprechend nicht weitergeführt.

## Produktion
Insgesamt wurden von Februar 1944 bis zum Kriegsende in den Nibelungenwerken nahe St. Valentin 84 bis 88 Jagdtiger (inklusive Erprobungsfahrzeuge) hergestellt, von denen bis zum 30. April 1945 weniger als 80 an das Heer übergeben worden sind. Elf dieser Fahrzeuge (Fahrgestellnummer 305001 sowie 305003 bis 305012) erhielten das Porsche-Fahrgestell, der Rest das Henschel-Fahrgestell. Grund dafür war, dass das Werk erst auf die Produktion mit dem Henschel-Laufwerk vorbereitet werden musste. Fahrzeug 305003, welches an die Panzerjägerschule Milau geliefert wurde, wurde versuchsweise mit der Kette des Jagdpanzers Ferdinand versehen.
Von Februar bis Mai 1944 wurden keine Fahrzeuge produziert.
Im Januar 1945 musste die Produktion kurzzeitig gestoppt werden, um einen Konstruktionsfehler beim Lenkgetriebe L801 von Henschel auszugleichen. Dies verzögerte die Produktion bis Februar.
Im Februar 1945 wurden während der Schlacht um Breslau die Krupp-Bertha-Werke von der Roten Armee besetzt, sodass eine Auslieferung der 12,8-cm-PjK nicht mehr möglich war. Bei der Rüstungskonferenz am 26. Februar befahl darauf Hitler persönlich, dass die Produktion des Jagdtigers trotz der schwierigen Umstände fortgesetzt werden müsse. Alle vorhandenen 12,8-cm-Geschütze, darunter auch bereits in „Beute-Lafetten“ eingebaute, sollten zur Produktion des Jagdtigers sichergestellt werden. Alternativ solle der Jagdtiger mit der 8,8-cm-PaK 43/3 L/71 des Jagdpanthers ausgestattet werden.
Am 23. März 1945 erlitt das Nibelungenwerk bei einem Bombenangriff schwere Schäden und musste die Produktion für zwei Wochen stilllegen, da auch alle der für die Produktion notwendigen schweren Kräne einstürzten.
Im April 1945 konnten aufgrund der Schäden am Werk nur sieben Jagdtiger montiert werden. Von diesen mussten vier Fahrzeuge (Fahrgestellnummer 305078 bis 305081) mit der 8,8-cm-PaK 43/3 L/71 ausgestattet werden; diese Variante erhielt die Bezeichnung Panzerjäger Tiger für 8,8 cm PaK 43/3 (Sf) (Sd.Kfz. 185). Die Fahrzeuge konnten jedoch nicht mehr zu Ende gebaut werden, da keine Munition dieses Kalibers vorrätig war und das Unternehmen Carl Zeiss AG in Jena, welches für die Produktion der Zieloptik für das Geschütz verantwortlich war, am 13. April 1945 von den Amerikanern erobert wurde, sodass jene vier Jagdtiger nicht mehr an die Truppe geliefert werden konnten.
Die letzten drei produzierten und ein repariertes Fahrzeug wurden der Schweren Panzerjäger-Abteilung 653 am 29. April übergeben. Die Produktion der letzten vier Jagdtiger im Mai 1945 mit den Fahrgestellnummern 305085 bis 305088 ist unbestätigt und die Fahrzeuge sind nie übergeben worden. Am 4. Mai 1945 eroberten die Amerikaner das benachbarte Linz, darunter auch das Eisenwerk Oberdonau, worauf man die Produktion im Nibelungenwerk einstellte und sieben bis acht unfertige (darunter einen zur Reparatur überstellten) Jagdtiger in St. Valentin sprengte. Deutschland kapitulierte dann am 8. Mai und am Folgetag besetzte die Rote Armee das Nibelungenwerk.

### Produktionszahlen und Zustellungen
Die Produktionszahlen des Jagdtigers sind gut dokumentiert:
| Produktionszahlen des Jagdpanzer VI Jagdtiger |                   |          |                   |                   |                   |                   |                    |                   |                   |                   |                   |                   |                   |
| Monat                                         | Jan. ’44          | Jun. ’44 | Jul. ’44          | Aug. ’44          | Sep. ’44          | Okt. ’44          | Nov. ’44           | Dez. ’44          | Jan. ’45          | Feb. ’45          | März ’45          | Apr. ’45          | Mai ’45           |
| Stückzahl                                     | 2                 | 1        | 2                 | 3                 | 12                | 5                 | 10                 | 16                | 10                | 13                | 3                 | 7                 | 4 (unsicher)      |
| Fahrgestellnr.                                | 305001 und 305002 | 305003   | 305004 und 305005 | 305006 bis 305008 | 305009 bis 305020 | 305021 bis 305025 | 3050826 bis 305035 | 305036 bis 305051 | 305052 bis 305061 | 305062 bis 305074 | 305075 bis 305077 | 305078 bis 305084 | 305085 bis 305088 |

Weniger gut dokumentiert sind die Abnahmezahlen und Lieferdaten. Grund dafür sind Verwechslungen in den Quellen von Fertigungs-Termin, Abnahme-Termin und Übergabe-Termin. Darüber hinaus ist bei den Datenangaben zu unterscheiden, dass die Fahrzeuge nach dem Werk oft zuerst dem Heereszeugamt (Linz) zur Ausrüstung mit Munition und Funkgeräten übergeben, dann zum Ersatzheer (Döllersheim) zum Einschießen und erst danach den jeweiligen Ausbildungseinheiten zugestellt worden waren.
| Zulieferung des Jagdpanzer VI Jagdtiger (unvollständig) |          |                                                  |           |                                                             |
| Monat                                                   | Abnahmen | Empfänger                                        | Stückzahl | Lieferdatum                                                 |
| 1944                                                    |          |                                                  |           |                                                             |
| Februar                                                 | 2        | Heereswaffenamt (Kummersdorf)                    | 2         | Februar                                                     |
| Juni                                                    | 1        | Panzerjäger-Lehrgang Milau                       | 1         | 30. Juni                                                    |
| Juli                                                    | 2        | Kummersdorf                                      | 1         | August                                                      |
| Juli                                                    | 2        | Ausbildungs- und Reservebat. 500 (Fallingbostel) | 1         | Oktober                                                     |
| August                                                  | 3        | Fallingbostel                                    | 3         | 3. September                                                |
| September                                               | 5        | Ersatzheer Döllersheim                           | 3         | 5.−7. Oktober                                               |
| September                                               | 5        | Schw. Pz.Jg.Abt. 653                             | 2         | 6.−8. Oktober                                               |
| Oktober                                                 | 10       | Putlos                                           | 1         | 11. Oktober                                                 |
| Oktober                                                 | 10       | Ersatzheer                                       | 1         | −                                                           |
| Oktober                                                 | 10       | Ersatzheer                                       | 3         | 23. Oktober                                                 |
| Oktober                                                 | 10       | Schw. Pz.Jg.Abt. 653                             | 1         | 23. Oktober                                                 |
| Oktober                                                 | 10       | Schw. Pz.Jg.Abt. 653                             | 1         | 8. November                                                 |
| Oktober                                                 | 10       | Schw. Pz.Jg.Abt. 653                             | 3         | 24. November                                                |
| November                                                | 9        | Schw. Pz.Jg.Abt. 653                             | 9         | 11. Dezember                                                |
| Dezember                                                | 16       | Schw. Pz.Jg.Abt. 653                             | 1         | 12. Dezember                                                |
| Dezember                                                | 16       | Schw. Pz.Jg.Abt. 653                             | 2         | Dezember                                                    |
| Dezember                                                | 16       | Schw. Pz.Jg.Abt. 653                             | 8         | Dezember                                                    |
| Dezember                                                | 16       | Schw. Pz.Jg.Abt. 653                             | 4         | 9. Januar                                                   |
| Dezember                                                | 16       | Schw. Pz.Jg.Abt. 653                             | 1         | 13. Januar                                                  |
| 1945                                                    |          |                                                  |           |                                                             |
| Januar                                                  | 2        | Schw. Pz.Jg.Abt. 653                             | 1         | −                                                           |
| Januar                                                  | 2        | Putlos                                           | 1         | −                                                           |
| März                                                    | 29       | Schw. Pz.Jg.Abt. 512                             | 25        | −                                                           |
| März                                                    | 29       | Schw. Pz.Jg.Abt. 512                             | 2         | 1 bei Abnahme zerstört; 1 am 29.04. an Schw. Pz.Jg.Abt. 653 |
| März                                                    | 29       | Schw. Pz.Jg.Abt. 512                             | 2         | verschollen                                                 |
| April                                                   | 3        | Schw. Pz.Jg.Abt. 653                             | 3         | 29. April                                                   |

Im Jahr 1944 wurden insgesamt 51 Jagdtiger gefertigt. Ein Jagdtiger wurde dabei bei einem Bombenangriff auf das Nibelungenwerk am 16. Oktober 1944 noch vor seiner Fertigstellung zerstört.
1945 wurden 33 oder 37 produziert. Zwei davon wurden bei einem Bombenangriff am 23. März 1945 im Nibelungenwerk beschädigt, sodass nur eines der Fahrzeuge noch repariert und übergeben werden konnte. Zwei weitere Jagdtiger wurden am selben Tag (23. März) zwar auf einen Zug verladen und losgeschickt, sind aber auf dem Weg zur Schweren Panzerjäger-Abteilung 512 auf dem Truppenübungsplatz Sennelager nie angekommen. Vier der im April 1945 produzierten Jagdtiger (Fahrgestellnummer 305078 bis 305081) sowie die vier unbestätigten Fahrzeuge von Mai 1945 (Fahrgestellnummer 305085 bis 305088) wurden nie fertig gestellt und somit nicht an das Heer übergeben.
Von den 88 dokumentierten Jagdtigern haben somit nur 78 überhaupt das Werk verlassen können und lediglich 76 erreichten ihren Zielort.
Die insgesamt 76 Jagdtiger, welche das Nibelungenwerk verlassen haben und übergeben worden sind, waren für folgende Empfänger und Einheiten bestimmt:
- 2 Jagdtiger als Erprobungsfahrzeuge an die Heeresversuchsstelle Kummersdorf
- 1 Jagdtiger als Fahrschulpanzer an Panzerjäger-Lehrgang Milau
- 1 Jagdtiger als Erprobungsfahrzeug an Henschel in Haustenbeck
- 1 Jagdtiger als Heimatgerät zur Ausbildung an das Ausbildungs- und Reservebat. 500 in Fallingbostel
- 46 Jagdtiger an Schw. Pz.Jg.Abt. 653
- 25 Jagdtiger an Schw. Pz.Jg.Abt. 512

## Einsatz
Zum Kampfeinsatz kam der Jagdtiger hauptsächlich in zwei Abteilungen:
- Schwere Panzerjäger-Abteilung 653 (ab Dezember 1944)
- Schwere Panzerjäger-Abteilung 512 (ab März 1945)

Gegen Ende des Krieges wurden zwei weitere Einheiten mit einer geringen Zahl von Jagdtigern ausgerüstet:
- Panzerkompanie Kummersdorf als Teil der Kampfgruppe Möws (ab April 1945)

- 1. SS-Panzer-Division „Leibstandarte SS Adolf Hitler“ (ab April 1945)

### Schwere Panzerjäger-Abteilung 653
siehe auch: Schwere Panzerjäger-Abteilung 653, Unternehmen Nordwind und Operation Undertone
Die erste mit Jagdtigern ausgerüstete Einheit war die schwere Panzerjäger-Abteilung 653, welche bereits während des Jahres 1943 an der Ostfront und in Italien mit den schweren Panzerjägern vom Typ Ferdinand bzw. Elefant im Einsatz gestanden hatte. Es war eine Sollstärke von 45 Fahrzeugen vorgesehen. Die ersten Fahrzeuge trafen am 3. September 1944 im Ausbildungs- und Reservebataillon 500 in Fallingbostel ein, wo die Ausbildung der zukünftigen Besatzungen der schweren Panzerjäger-Abteilung bis zum 20. September dauerte. Bis November 1944 erhielt die Einheit 16 Jagdtiger zugewiesen. Die 1. Kompanie sollte mit 14 Fahrzeugen an der Ardennenoffensive teilnehmen, aber wegen enormer Transportschwierigkeiten kam es nicht zum Einsatz (obwohl einige US-Einheiten später behauptet hatten, den Jagdtiger dort getroffen zu haben). Während der Offensive standen sie in der Reserve und im Raum um Saarbrücken.

#### Unternehmen Nordwind (Januar 1945)

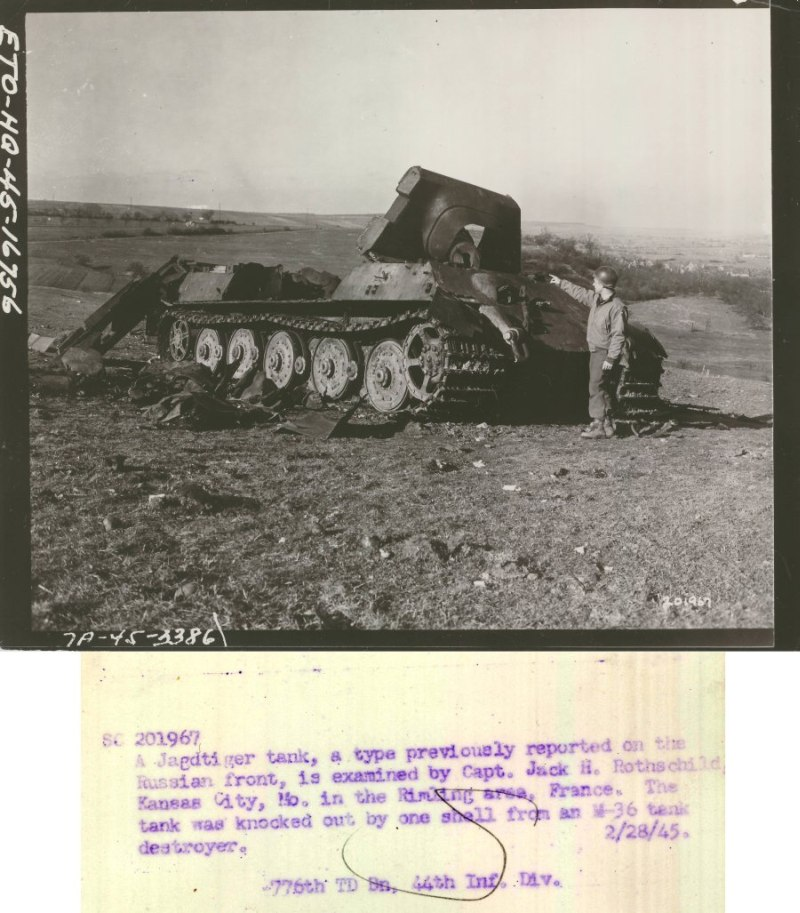
Der im Unternehmen Nordwind durch Munitionstreffer eines amerikanischen Jagdpanzer M36 Jackson (oder einer Bazooka) zerstörte Jagdtiger Nr. 134, Rimling, Januar 1945

Der erste Einsatz des Jagdtigers folgte jedoch kurz darauf, als sich die Abteilung 653 am Unternehmen Nordwind beteiligten sollte: Geplant war ein Einsatz mit zwölf Jagdtigern unter dem Kommando der 17. SS-Panzergrenadier-Division „Götz von Berlichingen“; doch bei dem Marsch durch das Moseltal fielen zehn Fahrzeuge aus; vier erlitten leichte und sechs schwere Schäden. Lediglich zwei Jagdtiger überquerten am 30. Dezember 1944 über Medelsheim die Grenze zum Unterelsass und kamen bei Rimling an. Die vier Jagdtiger mit leichter Beschädigung konnten nach Eintreffen von Ersatzteilen innerhalb von ein bis zwei Tagen repariert werden und kamen erst am 4. Januar 1945 in Zweibrücken an, von wo sie aus US-Truppen bei Bitsch angriffen. Am 9. Januar wurde der erste Jagdtiger zerstört: Jagdtiger Nr. 134 (Fahrgestellnummer 305024) erlitt einen Treffer in die Seite, was zur Detonation der Munition und zum Verlust von Besatzung und Fahrzeug führte. Die anderen Fahrzeuge des Zuges mussten sich darauf zurückziehen. Wegen widersprüchlicher Berichte ist nicht klar, ob das Fahrzeug von einem amerikanischen M36 Jackson oder einer Bazooka getroffen worden war. Bis Ende Januar wurden die übrigen Jagdtiger weiterhin zur Zerstörung von Bunkeranlagen der Maginot-Linie eingesetzt. So z. B. auch am 17. Januar in Auenheim (Bas-Rhin), als zur Infanterieunterstützung das 12,8-cm-Geschütz effektiv auf über 1000 Meter gegen Bunker eingesetzt werden konnte. Auch einige M4 Shermans sollen dabei zerstört worden sein.

#### Februar 1945
Am 23. Januar 1945 erreichte die Abteilung eine Sollstärke von 41 Jagdtigern. Innerhalb von einer Woche und etwa 125 zurückgelegten Kilometern fielen jedoch wieder 19 Fahrzeuge aufgrund technischer Defekte aus und mussten repariert werden, sodass noch am 5. Februar 19 Fahrzeuge in Reparatur und nur 22 einsatzfähig waren. Grund für die häufigen Ausfälle war vor allem ein schwerer Konstruktionsfehler im Lenkgetriebe von Henschel, welcher bei der Menge an Fahrzeugen wochenlange Reparaturen und einen sorgsamen Umgang unter Verzicht auf direkte Kampfeinsätze forderte; um ein defektes Getriebe zu ersetzen, mussten das Armaturenbrett des Fahrers, die Funkgeräte und auch das Hauptgeschütz abmontiert werden. Am 17. Februar wurde die Abteilung dann in den Raum Hagenauer Wald und Wissembourg verlegt, wo darauf am 21. Februar die letzten Fahrzeuge ankamen. Die reparaturbedürftigen Fahrzeuge blieben in Bellheim. Im Februar 1945 wurden die Jagdtiger dann ausschließlich für indirekte Feuerunterstützung als improvisierte Artillerie genutzt. Zwei Jagdtiger müssen zwischen dem 5. Februar und dem 4. März aus unbekannten Gründen verlorengegangen sein, da für den 4. März nur noch 39 Fahrzeuge dokumentiert sind.

#### Hagenauer Wald (März 1945)

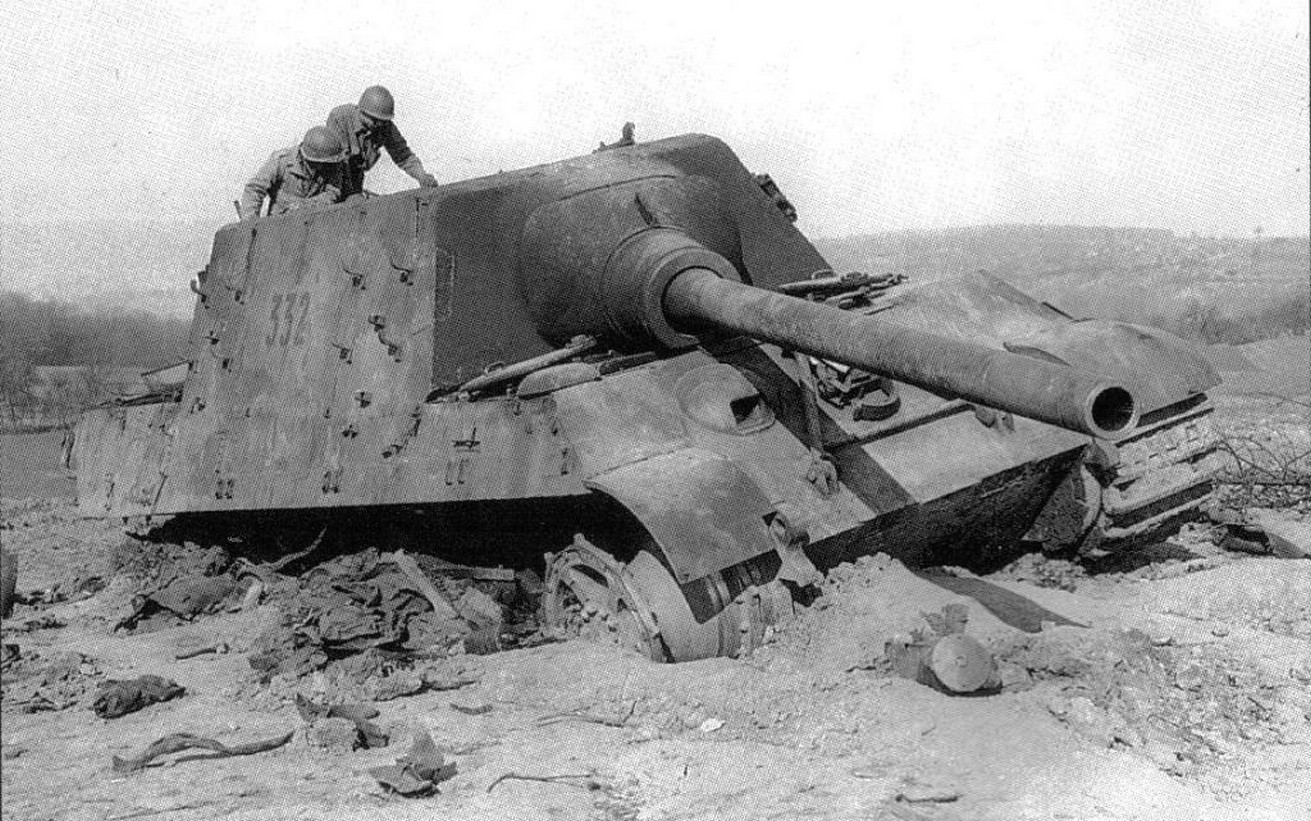
Im März 1945 verlassener Jagdtiger Nr. 332 bei Morsbronn les Bains

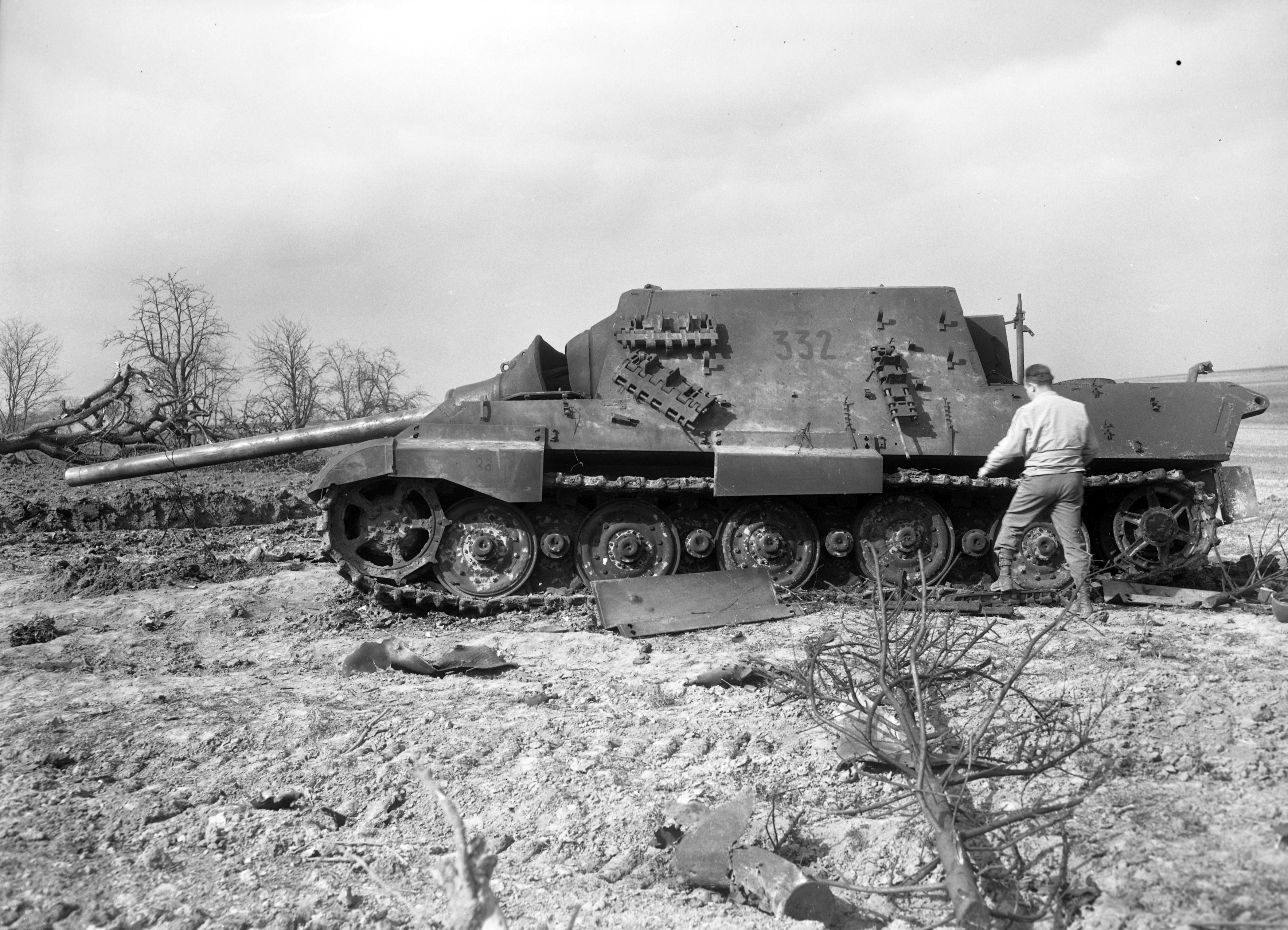
Jagdtiger Nr. 332 aus einem anderen Winkel

Am 4. März 1945 verfügte die Abteilung noch über 39 Jagdtiger, von denen 31 einsatzbereit waren. Kurz danach war die Abteilung dann wieder an Kampfhandlungen beteiligt: Westlich des Rheins sollte sie französische und amerikanische Truppen abwehren, welche in der Operation Undertone an den Rhein vorrückten. Die Abteilung nahm in Soultz sous Forêts, Surbourg, Gunstett und Morsbronn les Bains Stellungen ein und beschoss die Stadt Hagenau. Die Berichte über die darauf folgenden Kämpfe zwischen dem 14. und 16. März widersprechen sich: Übereinstimmung besteht aber über den Verlust von einigen Jagdtigern bei Morsbronn les Bains zwischen dem 15. und 16. März; darunter Jagdtiger Nr. 301 (Fahrgestellnummer 305010), Nr. 314 (Fahrgestellnummer 305012) und Nr. 332. Die Einheit zog sich darauf in Richtung Mannheim entlang des Rheins zurück. Jagdtiger Nr. 102 (mit Porsche-Laufwerk; eventuell Fahrgestellnummer 305008) musste dabei beim Abzug aus Rittershoffen am 17. März von der Besatzung gesprengt werden. Etwa zur gleichen Zeit wurde ein Jagdtiger in Soultz sous Forêts gesprengt. Ein weiterer wurde bei Wissembourg zerstört. Auf der Strecke über Queichheim, Offenbach an der Queich und Dreihof war die Abteilung mehreren Luftangriffen ausgesetzt. Wegen eines technischen Ausfalls musste Jagdtiger Nr. 213 gesprengt werden.
Am 18. März 1945 verfügte die Abteilung somit noch über 34 Jagdtiger, nachdem insgesamt sieben im Hagenauer Einsatz verloren gingen. Von diesen waren nur 18 einsatzbereit und 16 mussten in Bellheim bei Germersheim repariert werden. Wegen den herannahenden Alliierten mussten die sich in Reparatur befindenden Fahrzeuge jedoch in der Nacht vom 21. auf den 22. März über den Rhein nach Graben-Neudorf evakuiert werden. Ein Jagdtiger musste dabei wegen fehlender Transportmöglichkeit gesprengt und am westlichen Rheinufer zurückgelassen werden. Ein weiterer Widerspruch in den Quellen bezieht sich auf den Verlust von Jagdtiger Nr. 234: Sowohl im Dorf Soultz sous Forêts als auch zwischen Zeiskam und Germersheim wurde Bildquellen zufolge jeweils ein Jagdtiger auf den Gleisen (womöglich, um diese zu blockieren) gesprengt. Beide Fahrzeuge sollen die Nr. 234 getragen haben. Bei dem bei Germersheim zerstörten Fahrzeug handelt es sich wohl um den aus logistischen Gründen aufgegebenen Jagdtiger aus Bellheim.

#### Kämpfe bei Mannheim

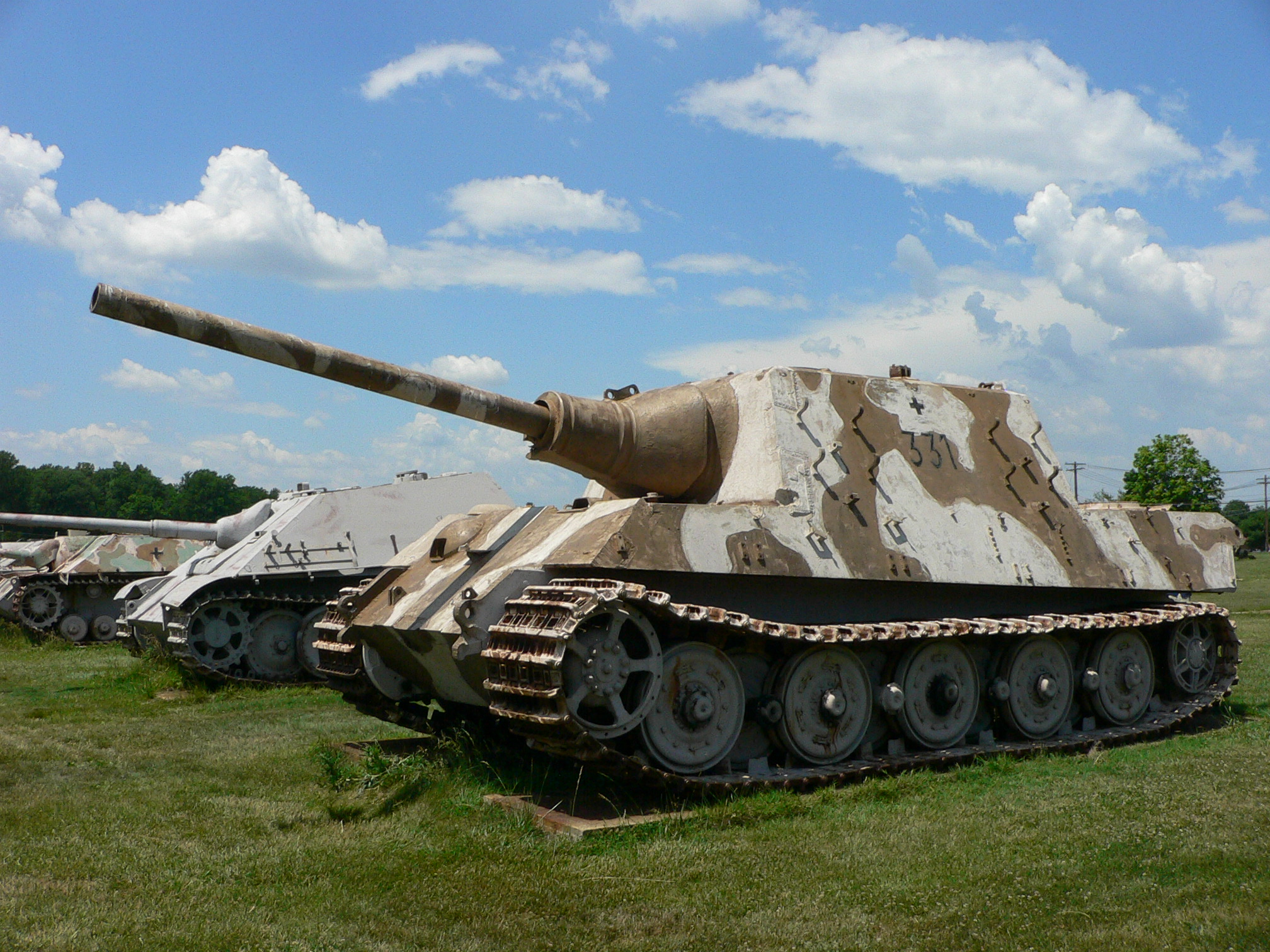
Der am 23. März 1945 in Neustadt an der Weinstraße erbeutete Jagdtiger Nr. 331, ausgestellt im United States Army Ordnance Museum

Nach dem Rückzug besaß die Abteilung am 22. März 1945 noch 33 Jagdtiger und musste nun südlich von Mannheim, in Neustadt an der Weinstraße, Böhl, Iggelheim, Schifferstadt und Speyer kämpfen, nachdem die amerikanische 10th Armored Division am 20. März das naheliegende Lambrecht erreicht hatte. Ein Zug von drei Jagdtigern beschoss dabei bei den Kämpfen um Böhl mehrere M4 Shermans und Halbkettenfahrzeuge. Ein Jagdtiger wurde dabei durch Artilleriebeschuss ausgeschaltet und ein weiterer fiel durch technische Defekte aus und musste gesprengt werden. Beim gesprengten Fahrzeug handelte es sich möglicherweise um Jagdtiger Nr. 224, welcher am selben Tag von den Amerikanern in Iggelheim vorgefunden wurde. Bei der Verteidigung Neustadts (am selben Tag) positionierte man einen Zug von drei Jagdtigern vor der Stadt. Die drei Fahrzeuge beschossen darauf eine US-Kolonne von mehreren M4 Shermans und M10 Wolverines und zerstörten 25 davon. Die Jagdtiger mussten jedoch ausweichen und in der Stadt in Deckung gehen, worauf man die Verteidigung Neustadts gänzlich aufgeben musste. Zwei Jagdtiger, Nr. 323 (Fahrgestellnummer 305022) und 331 (Fahrgestellnummer 305020), wurden dabei an der Landauer Straße zurückgelassen und am Folgetag (23. März) von den Amerikanern erbeutet. Die Gründe für das Aufgeben der Fahrzeuge sind unklar: Munitionsmangel, technische Defekte und/oder Beschädigung durch Feindbeschuss sind zu vermuten. Die Amerikaner fanden Jagdtiger Nr. 331 mit einem beschädigten Hauptgeschütz vor. Es ist nicht klar, ob das Fahrzeug im Kampf beschädigt oder von der Besatzung sabotiert worden ist, aber die Spur eines Treffers am Wiegenpanzer deutet auf ersteres hin. Spuren am Gerät bezeugen, dass das Fahrzeug insgesamt sechsmal mit Panzergranaten getroffen wurde, von denen keine seine Panzerung durchringen konnte. Als sich die Einheit wegen der Niederlage am 24. März über den Rhein zurückzog, waren nur noch 28 Jagdtiger vorhanden, von denen nur neun kampfbereit waren. Hitler ließ den Kommandeur der Abteilung Major Rudolf Grillenberger (* 21. März 1914) wegen taktischen Versagens zum Leutnant z. V. degradieren und machte Major Rolf Fromme zum Kommandeur.

#### Kämpfe bei Heidelberg
Nach dem Rückzug über den Rhein kämpfte die Abteilung am 30. März und Anfang April 1945 in der Nähe von Heidelberg bei Schwetzingen, Eppelheim, Grenzhof und Pfaffengrund gegen die vorrückende US-Armee. Zu dem Zeitpunkt waren von den 28 Jagdtigern nur sechs kampffähig. Zwischen Eppelheim und Pfaffengrund musste ein Jagdtiger von seiner Besatzung gesprengt werden, nachdem sich die Überquerung einer Brücke als unmöglich herausgestellt hatte. In Schwetzingen kam es ebenfalls zu einem Stadtgefecht: Dabei erlitt an der Kreuzung Mannheimer/Heidelberger Straße Jagdtiger Nr. 131 einen Durchschlagstreffer durch einen M4 Sherman der 10th Armored Division auf 200 Meter: Der Fahrer wurde aus seiner Luke geschleudert, worauf das Fahrzeug unkontrolliert ein Gebäude rammte und Feuer fing. Der Schütze wurde dann beim Verlassen des Fahrzeugs durch MG-Feuer getötet und der Funker erlitt Verbrennungen, an denen er später starb. Am gleichen Tag blieb Jagdtiger Nr. 115 nördlich von Schwetzingen in einem Feld stecken und wurde von seiner Besatzung gesprengt. Ein weiterer Jagdtiger blieb ebenfalls in Schwetzingen in einem Graben an der Grenzhöfer Straße stecken und musste ebenfalls gesprengt werden. Am 31. März wurde darüber hinaus ein ausgefallener Jagdtiger während eines Reparaturversuchs versehentlich in Brand gesetzt und ging verloren. Die Abteilung musste sich schließlich nach Süddeutschland zurückziehen.

#### Niederlagen in Süddeutschland (April 1945)
Am 3. April 1945 besaß die Abteilung somit nur noch 23 Jagdtiger, von denen, mit Ausnahme eines Fahrzeugs, 22 nicht einsatzfähig waren. Nachdem einige Fahrzeuge repariert werden konnten, war die Einheit dann an der misslungenen Schlacht um Heilbronn beteiligt. Die Stadt wurde am 12. April von der US-Armee erobert und zwei Jagdtiger gingen bei Nordheim und Klingenberg verloren: Jagdtiger Nr. 214 (Fahrgestellnummer 305037) und der Jagdtiger mit der Fahrgestellnummer 305009. Am 14. April waren dann noch 17 Jagdtiger vorhanden; sieben davon in Reparatur und zehn kampfbereit.
Die Abteilung musste sich darauf unter Rückzugskämpfen zurückziehen. Sie war noch an Kämpfen bei Ludwigsburg, und später auch bei der Schlacht um Crailsheim und Schlacht um Nürnberg gegen US-Truppen beteiligt, wobei insgesamt drei Jagdtiger verloren gingen. Die Einheit musste sich jedoch in die Region um München zurückziehen. Am 22. April war die Abteilung mit 6 bis 8 Jagdtigern in Vöhringen stationiert. Die Verteidigung der Stadt wurde jedoch nicht weitergeführt und die Abteilung zog sich in der Nacht auf den 23. April weiter Richtung Süden zurück, um zur Verteidigung Traunsteins, der Alpenfestung, eingesetzt zu werden. Dabei fiel wohl Jagdtiger Nr. 211 im benachbarten Illertissen aus und musste am 24. April am Martinsplatz bei der Kastanienallee gesprengt werden.
Am 26. April 1945 waren von den bis dahin noch 14 übriggebliebenen Jagdtigern (wieder) nur noch einer einsatzfähig. Einige Jagdtiger wurden dabei beim Transport, noch bevor sie München erreicht hatten, aufgegeben und zerstört. So z. B. ~28.–29. April ein Jagdtiger in Etterschlag, westlich von München. Augenzeugenberichten zufolge wurde auch ein Jagdtiger Ende April 1945 auf einer Anhöhe bei Haimpertshofen und Uttenhofen im Ortskreis Pfaffenhofen an der Ilm gesprengt. Ebenfalls wurde ein Jagdtiger bei Unterbrunn bei Gauting gesprengt. Ein weiterer Jagdtiger wurde bei Gmund am Tegernsee gesprengt.

#### Das Ende der Abteilung (April bis Mai 1945)
Am 29. April 1945 wurden der Schweren Panzer-Jägerabteilung 653 die letzten drei im Nibelungenwerk produzierten und ein reparierter Jagdtiger übergeben. Die Abteilung wurde jedoch am Folgetag (30. April) offiziell aufgelöst und die vier Jagdtiger samt den Besatzungen der 1. SS-Panzer-Division „Leibstandarte SS Adolf Hitler“ zugeordnet.
Einige Jagdtiger befanden sich zu jenem Zeitpunkt noch in Bayern auf dem Weg zur Alpenfestung: Dabei ging am 30. April ein weiterer Jagdtiger in Kolbermoor (südöstlich von München) verloren: Der Jagdpanzer musste vor herannahenden US-Truppen fliehen und fuhr trotz Tonnagebeschränkung über eine Brücke des Werkkanals der dortigen Baumwollspinnerei, wodurch er wegen seines hohen Gewichts mitsamt der Brücke in den Kanal stürzte. Jagdtiger Nr. 113 (Fahrgestellnummer 305023) wurde im benachbarten Rosenheim spätestens am 4. Mai 1945 gesprengt. Zu Kämpfen in Traunstein kam es jedoch auch nicht mehr: Die Stadt wurde am 2. Mai von US-Truppen besetzt und mindestens zwei Jagdtiger wurden etwa zeitgleich im naheliegenden Surtal bei Gastag aufgegeben und gesprengt; die Besatzungen flüchteten. Dem Bericht Major Frommes zufolge waren schon am 2. Mai 1945 nur noch zwei Jagdtiger vorhanden. Diese letzten beiden aus dem Norden zurückgezogenen Jagdtiger (Nr. 312 & 324) wurden in der Nacht vom 6. auf den 7. Mai 1945 nach Liezen verlegt. Bei einer aussichtslosen Kapitulation am selben Tag wurden die Fahrzeuge amerikanischen Truppen übergeben.

### Schwere Panzerjäger-Abteilung 512

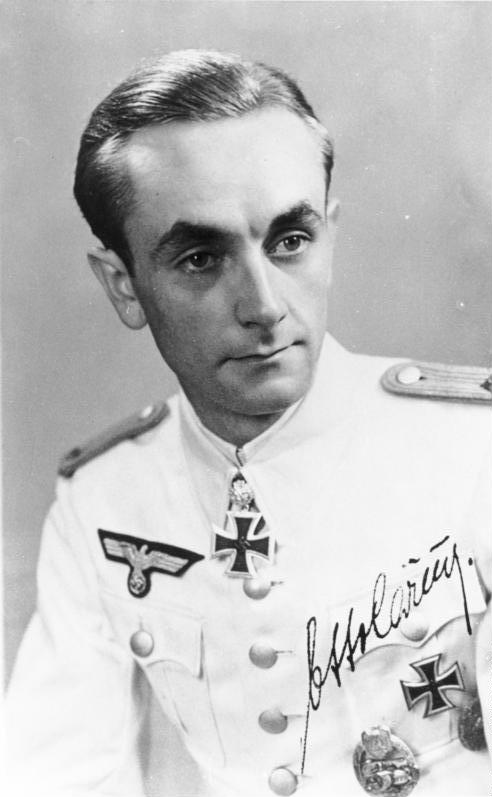
Otto Carius (1922–2015) erzählt in seinem Buch Tiger im Schlamm ausführlich über seinen Einsatz im Jagdtiger

siehe auch: Schwere Panzerjäger-Abteilung 512 und Ruhrkesselschlacht
Die zweite Einheit war die schwere Panzerjäger-Abteilung 512 und wurde am 6. Februar 1945 auf dem Truppenübungsplatz Döllersheim mit Personal der Schweren Panzerabteilung 424 und der Schweren Panzerabteilung 511 aufgestellt. Es war eine Sollstärke von drei Kompanien zu je zehn Fahrzeugen und je ein Jagdtiger für den Kommandeur vorgesehen. Die Ausrüstung erfolgte auf dem Truppenübungsplatz Sennelager. Nur die Soldaten der 1. Kompanie waren vorher als Panzerjäger eingesetzt worden. Die Soldaten der 2. und 3. Kompanie kämpften vorher im Tiger-Panzer. Dies führte zu Anpassungsschwierigkeiten mit dem neuen Gerät. Bis Anfang März konnte die Einheit jedoch nur mit 25 Jagdtigern ausgestattet werden:
- 1. Kompanie (später: Kampfgruppe Ernst): 10
- 2. Kompanie: 10
- 3. Kompanie: 5

Der 3. Kompanie konnten noch weitere vier Jagdtiger gebaut und zugeordnet werden, jedoch wurde der mit ihnen beladene Güterzug durch einen Bombenangriff auf das Nibelungenwerk am 23. März getroffen und zwei der vier Fahrzeuge schwer beschädigt. Die übrigen zwei Jagdtiger wurden repariert und noch am selben Tag zur Abteilung in Sennelager losgeschickt, jedoch kam der Zug nie an, sodass die 3. Kompanie lediglich mit fünf Jagdtigern ausgerüstet blieb. Die Kompanie befand sich noch am 24. März in Ausbildung in Sennelager.
Der Kompanieführer der 1. Kompanie war Albert Ernst. Der Kompanieführer der 2. Kompanie war Otto Carius, der später in seinem 1960 erstmals veröffentlichten Buch Tiger im Schlamm seine Erinnerungen an den Kriegseinsatz von 1940 bis 1945 schilderte. Die letzte Zeit seines Wehrdienstes (Februar bis April 1945) verbrachte er im Jagdtiger, sodass durch sein Buch als Primärquelle viele Informationen über den Einsatz dieses Fahrzeugs erhalten sind.

#### Kampfeinsätze der 1. und 2. Kompanie im März 1945

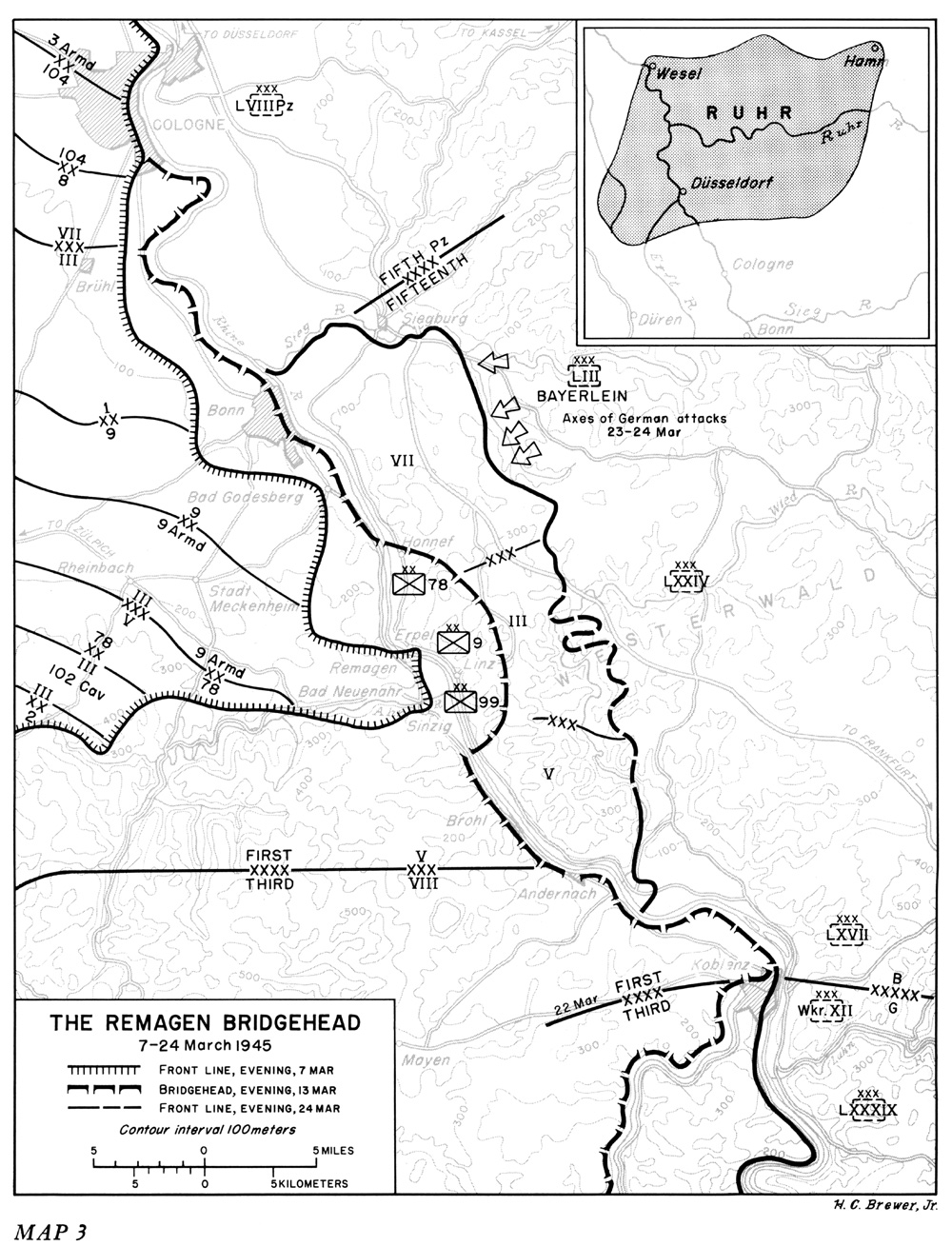
Der Brückenkopf von Remagen (7.–24. März 1945)

Am 7. März 1945 überquerten die ersten US-Truppen den Rhein über die Ludendorff-Brücke bei Remagen. Die 1. und 2. Kompanie mussten darauf, ohne die Ausbildung am Jagdtiger vollständig beendet zu haben, Sennelager verlassen und sich zur Front begeben.
Die 2. Kompanie verließ am 8. März 1945 Sennelager und begab sich in die Nähe von Siegburg, um dort das LIII. Armeekorps bei den Kämpfen gegen den bei Remagen entstandenen US-Brückenkopf zu unterstützen. Wegen eines Fehlers in der Logistik kam der Zug jedoch in Düsseldorf an statt in Siegburg, was die Aktion verzögerte. Als die Einheit schließlich über eine Woche später am Zielort angekommen war, hatten die US-Truppen bereits die Autobahn (heutige A3) unter Kontrolle, was die Sache erschwerte. Der Einsatz scheiterte u. a. durch Selbstsabotage: Als die Kompanie in einem Waldstück verteilt Stellungen bezogen hatte und ein Zug von zwei Jagdtigern kurz darauf auf amerikanische Truppen traf, weigerte sich ein Oberleutnant und Kommandant eines der Fahrzeuge das Feuer zu eröffnen, mit der Begründung, er wolle nicht von der gegnerischen Luftwaffe entdeckt werden. Gleichzeitig aber gab er, ohne den Kommandanten des anderen Fahrzeugs zu informieren, den Befehl zum Rückzug durch offenes Gelände. Der zweite Jagdtiger verließ ebenfalls die Stellung, wobei das Fahrzeug durch einen technischen Defekt aufgrund unzureichender Ausbildung des Fahrers ausfiel und von der Besatzung gesprengt werden musste. Die andere Besatzung dagegen (so Otto Carius) fuhr ihren Jagdtiger absichtlich kaputt und ließ dann das Fahrzeug einfach zurück. Die Kompanie zog sich darauf, ohne gekämpft zu haben, aus Siegburg entlang der Sieg über Eitorf, Betzdorf und Kirchen (Sieg) nach Siegen zurück, um die Stadt zu verteidigen. Bei dem Marsch fielen aber einige Fahrzeuge wegen mangelhafter Ausbildung der Besatzung kurzzeitig aus, nachdem diese mit dem hügeligen Terrain nicht zurechtgekommen waren.
Am 10. März erfolgte dann auch für die 1. Kompanie der erste Kampfeinsatz, jedoch zunächst mit nur sechs Jagdtigern. Bei Herborn sollte die Einheit ebenfalls vorrückende US-Truppen aufhalten. Nach wenigen Kilometern musste dieser Einsatz jedoch abgebrochen werden, worauf sich die Kompanie ebenfalls Richtung Siegen zurückzog. Ende März soll die 1. Kompanie etwa 30 Feindpanzer bei vier Eigenverlusten zerstört haben, wobei nur ein Jagdtiger durch Feindbeschuss verloren gegangen sein soll und drei durch technische Probleme, insbesondere am Fahrwerk. Die Kompanie wurde durch Zuordnung von anderen Fahrzeugen (Sturmgeschütz III & Panzer IV) erweitert und bildete nun die Kampfgruppe Ernst.
Spätestens am 24. März 1945 waren alle 20 Jagdtiger der 1. und 2. Kompanie im Gefechtseinsatz.

#### Die 1. und 2. Kompanie in der Ruhrkesselschlacht (April 1945)

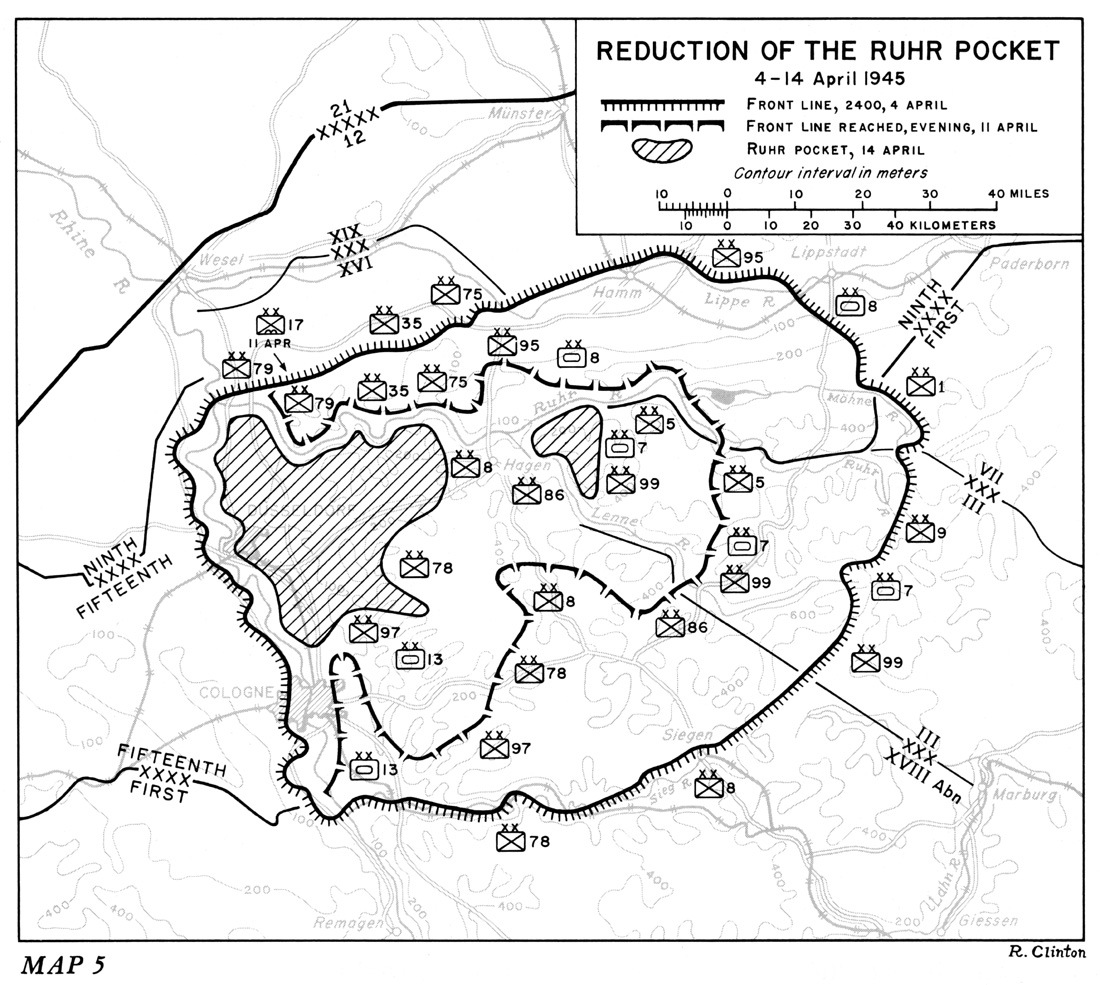
Im Ruhrkessel gingen die 1. und 2. Kompanie unter

Ab dem 1. April befanden sich beide Einheiten im Ruhrkessel, welcher nun von allen Seiten durch alliierte Truppen umzingelt worden war.
Die 2. Kompanie war zu dem Zeitpunkt in Siegen angekommen und musste die Jagdtiger wegen der alliierten Luftüberlegenheit tagsüber in Scheunen verstecken. Auch dort scheiterte die Verteidigung, nachdem Teile der lokalen Bevölkerung mit den US-Streitkräften kollaborierten und diese über die deutschen Stellungen informierte. Es wurden dabei zwei Jagdtiger von gegnerischen Flugzeugen stark beschädigt und mussten gesprengt werden. Die Kompanie zog sich darauf in das naheliegende Weidenau zurück, um eine weitere Verteidigung zu versuchen. Bei einem kleinen Gegenangriff mit vier Jagdtigern, bei dem Carius sein Geschütz im Kampf erproben wollte, zerstörte er einen hinter ein Haus gefahrenen US-Panzer, indem er das Haus durchschoss. Das erwiderte Artilleriefeuer und die Luftangriffe blieben erfolglos. In der darauffolgenden Nacht wurde ein Jagdtiger durch Eigenbeschuss des Volkssturms mit einer Panzerfaust zerstört.

##### Verteidigung Unnas
Auf Befehl von Generalfeldmarschall Walter Model sollten sich beide Kompanien im Raum Unna sammeln, um die Stadt, welche zur Verteidigung Dortmunds wichtig war, zu sichern. Die Kampfgruppe Ernst befand sich zu dem Zeitpunkt im Raum Siegen und bewegte sich sodann über Lüdenscheid, Hagen nach Ergste. Jagdtiger Nr. X7 (Fahrgestellnummer 305058) wurde dabei auf dem Marsch in Netphen verlassen. In Hagen fiel Jagdtiger Nr. X5 (Fahrgestellnummer 305057) aus und wurde nach erfolglosen Reparaturversuchen am 11. April gesprengt. In Unna angekommen, sollte die Einheit die Stadt entlang der Unnaer Straße (heutige B233) verteidigen.
Die 2. Kompanie musste für die Verlegung die Verteidigung Weidenaus aufgeben und bewegte sich nach Gummersbach, von wo ein Zugtransport sie bis nach Unna beförderte. Als sie am 8. April 1945 in Unna angekommen war, war das benachbarte Werl bereits an die Amerikaner gefallen, welche dann auf Unna vorrückten. Die Kompanie positionierte zwei Jagdtiger östlich der Stadt, an der Reichsstraße 1 und den Rest nördlich von Unna vor Kamen. Am Folgetag verlor die Kompanie einige Besatzungsmitglieder durch Artilleriefeuer. Ein versuchter US-Angriff von Werl auf Dortmund konnte jedoch abgewehrt werden. Die Kompanie zog sich dennoch aus der Stadt nach Süden zurück, wobei man an der Unnaer Straße und Reichsstraße auf fünf Sherman-Panzer traf. Wegen mangelnder Kampferfahrung entblößte ein Jagdtiger bei einem Ausweichmanöver seine Seitenpanzerung und wurde zerstört; nur ein Besatzungsmitglied entkam. Nach dem Rückzug aus Unna, wurde die Stadt am 11. April von US-Truppen erobert.

##### Verteidigung Iserlohns und Kapitulation

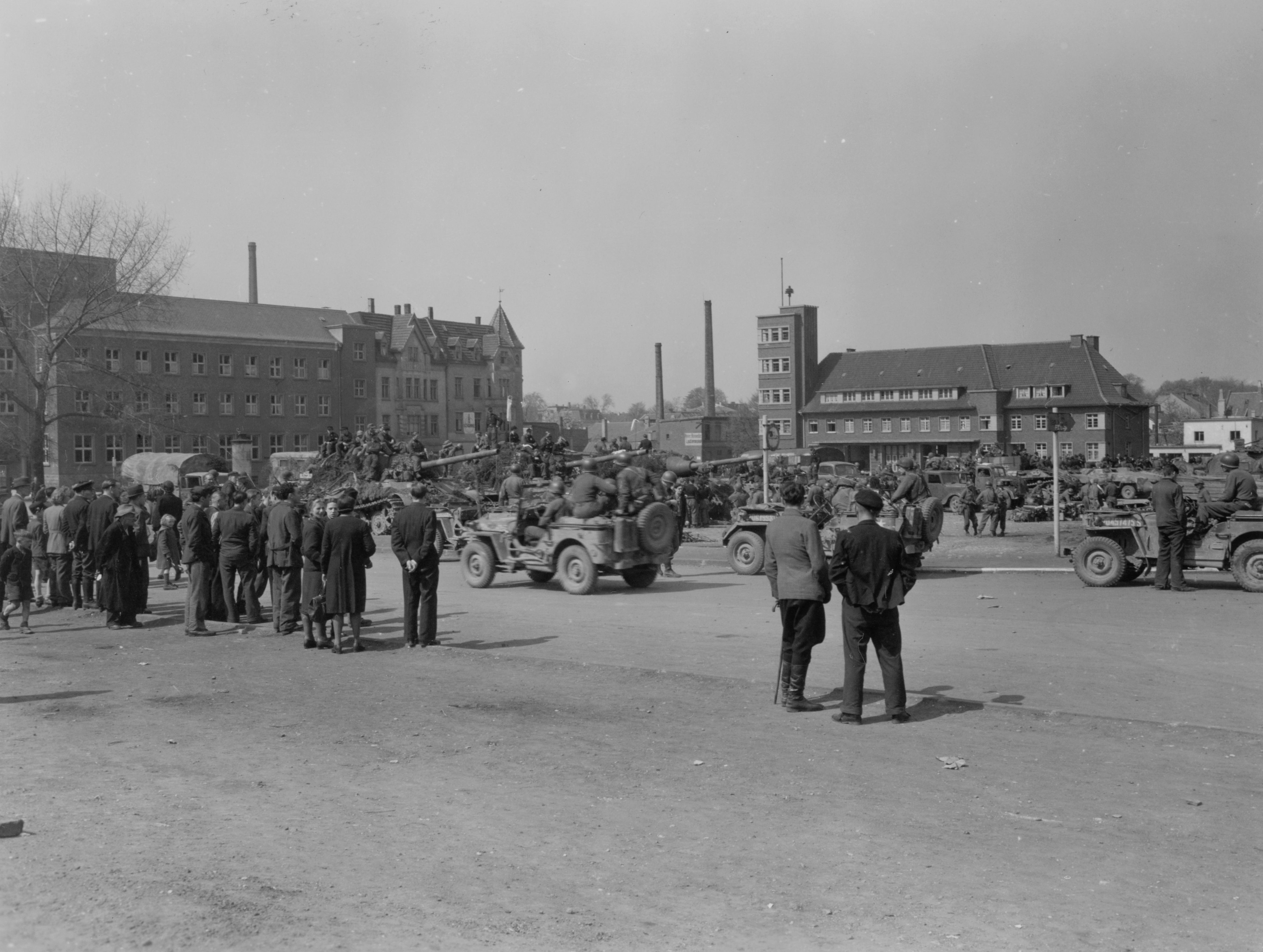
Kapitulation der Kampfgruppe Ernst in Iserlohn, 16. April 1945

Nach dem Fall Unnas begann die US-Armee noch am selben Tag direkt auf Iserlohn vorzustoßen. Der Kessel war zudem nur noch halb so groß wie am 1. April. Zwischen Unna und Langschede gingen darauf beide Kompanien auf der Wilhelmshöhe nahe dem Bismarckturm an der Unnaer Straße in Stellung, um den gegnerischen Angriff abzuwehren. Dabei begegneten sie einer Kolonne der 8th Armored Division und schossen jene zusammen: Die 2. Kompanie zerstörte ein paar US-Panzer und schlug den Rest der Kolonne in die Flucht. Die Kampfgruppe Ernst soll am selben Tag über 50 Fahrzeuge, darunter elf Panzer, vernichtet haben. Das Gegenfeuer blieb erfolglos, sodass die US-Truppen sich zurückziehen und Luftunterstützung erbeten mussten; lediglich ein Jagdtiger soll darauf nach einem Treffer einer P-47 mit einer Luft-Boden-Rakete verloren gegangen sein und ein weiterer beschädigt.
Zwischen dem 12. und 13. April gelang es Ernsts Einheit noch einige Angriffe der US-Armee abzuwehren und dabei weitere vier Sherman-Panzer auszuschalten. Am 14. April, dem Tag, an dem der Kessel in zwei Teile geteilt worden war und die Lage aussichtslos wurde, befanden sich beide Kompanien im westlichen (kleineren) Kessel um Iserlohn. Die Kampfgruppe Ernst war dort zu jenem Zeitpunkt die letzte noch kämpfende Einheit. Die 2. Kompanie kapitulierte dann am Folgetag (15. April) auf Befehl von Generalleutnant Fritz Bayerlein in Letmathe bei Iserlohn und sprengte ihre letzten (wahrscheinlich noch vier übriggebliebenen) Jagdtiger, welche sich derzeit in Reparatur befanden. Da der Kessel zusätzlich mit geflohenen Zivilisten und Verwundeten überfüllt gewesen ist, kapitulierte dann auch die Kampfgruppe Ernst am 16. April 1945 auf dem Schillerplatz in Iserlohn, um das Leben jener zu verschonen. Dabei wurden die letzten drei Jagdtiger (Nr. X1, X2 und möglicherweise X8) US-Truppen der 99th Infantry Division übergeben.

#### Einsatz der 3. Kompanie (März bis April 1945)
Als der Ruhrkessel sich Ende März 1945 zu schließen begann und US-Truppen sich Paderborn und Sennelager näherten, mussten auch die fünf Jagdtiger der unvollständigen 3. Kompanie zusammen mit anderen Truppenteilen des Übungsplatzes zum Einsatz kommen.

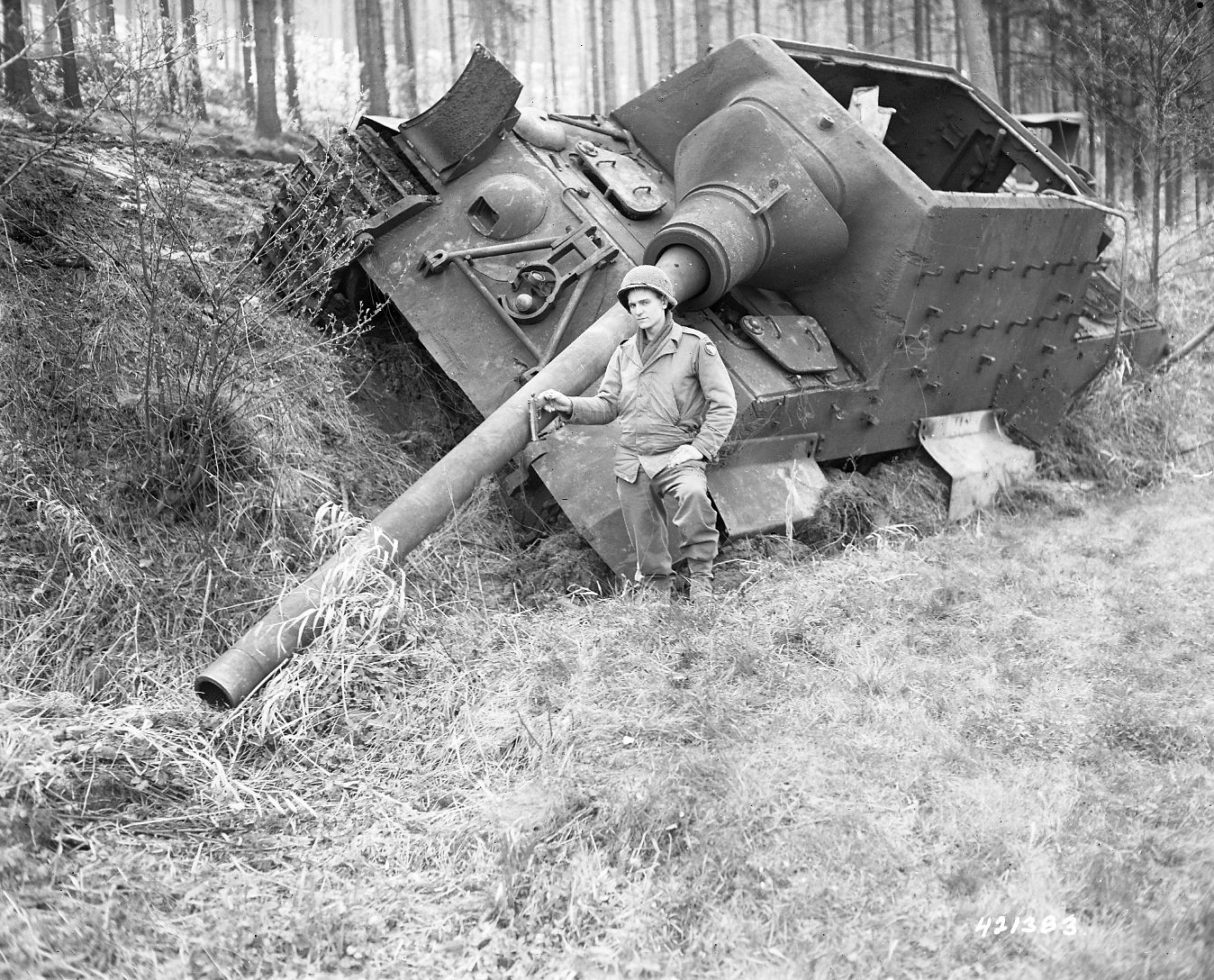
Durch einen M4 Sherman zerstörter Jagdtiger in der Nähe von Offensen bei Uslar, April 1945

##### Schlacht von Paderborn
Am 29. März 1945 sind US-Panzer bei Büren, Niedermarsberg und in Scherberg gesichtet worden. Darauf erging am 30. März der Befehl des Wehrmachtsführungsstabes unter Alfred Jodl, dass alle einsatzfähigen Jagdtiger des Übungsplatzes zusammen mit der Tiger-Abteilung 507 der SS-Kampfgruppe Sennelager anzuschließen seien, um gemeinsam im Raum Korbach Vorstöße aus dem Westen abzuwehren. Am 31. März waren die Jagdtiger dann in einem Wald östlich von Eggeringhausen und Dörenhagen stationiert. Nach einer Niederlage bei der Schlacht um Paderborn am 1. April, musste sich die Einheit jedoch Richtung Harz zurückziehen, wobei am 2. April zwei Jagdtiger verloren gingen; ein Fahrzeug wurde bei Offensen von einem M4 Sherman des 750th Tank Battalion abgeschossen und das andere musste gesprengt werden.

##### Kämpfe und Untergang im Harz
Die restlichen drei Jagdtiger erreichten den Harz, gingen jedoch zwischen dem 10. und 15. April 1945 alle verloren. Zwei Jagdtiger waren am 10. und 11. April an der erfolglosen Verteidigung von Osterode am Harz beteiligt: Ein Fahrzeug wurde dabei bei Beierfelde positioniert und sollte die aus dem südlichen Schwiegershausen vorstoßenden US-Truppen aufhalten. Der Panzerjäger wurde jedoch von amerikanischen Aufklärungsflugzeugen entdeckt und mit intensivem Artilleriebeschuss ausgeschaltet, wodurch die Defensive fehlschlug. Der andere Jagdtiger wurde kurz darauf in Osterode an der Herzberger Straße abgeschossen. Der Ort fiel dabei in amerikanische Hände und die restlichen deutschen Verteidiger zogen sich ins Harzgebirge zurück. Anderen Quellen zufolge, soll sich jedoch letzteres Fahrzeug (mit der Nr. 321) nach der Niederlage ebenfalls mit den anderen Truppen ins Gebirge zurückgezogen haben und dort in der Nähe der Harzhochstraße (heute B242) bei Dammhaus gesprengt worden sein (sofern es sich um dasselbe Fahrzeug handelte).
Der letzte Jagdtiger der Abteilung erreichte noch die Bergstadt Sankt Andreasberg, welche darauf am 14. und 15. April umkämpft wurde. Dort wurde das Fahrzeug spätestens nach den letzten Straßenkämpfen, bei der Eroberung der Stadt am 15. April 1945 gesprengt. Die Schwere Panzerjäger-Abteilung 512 war damit als solche nicht mehr existent.

### Einsatz von Erprobungsfahrzeugen

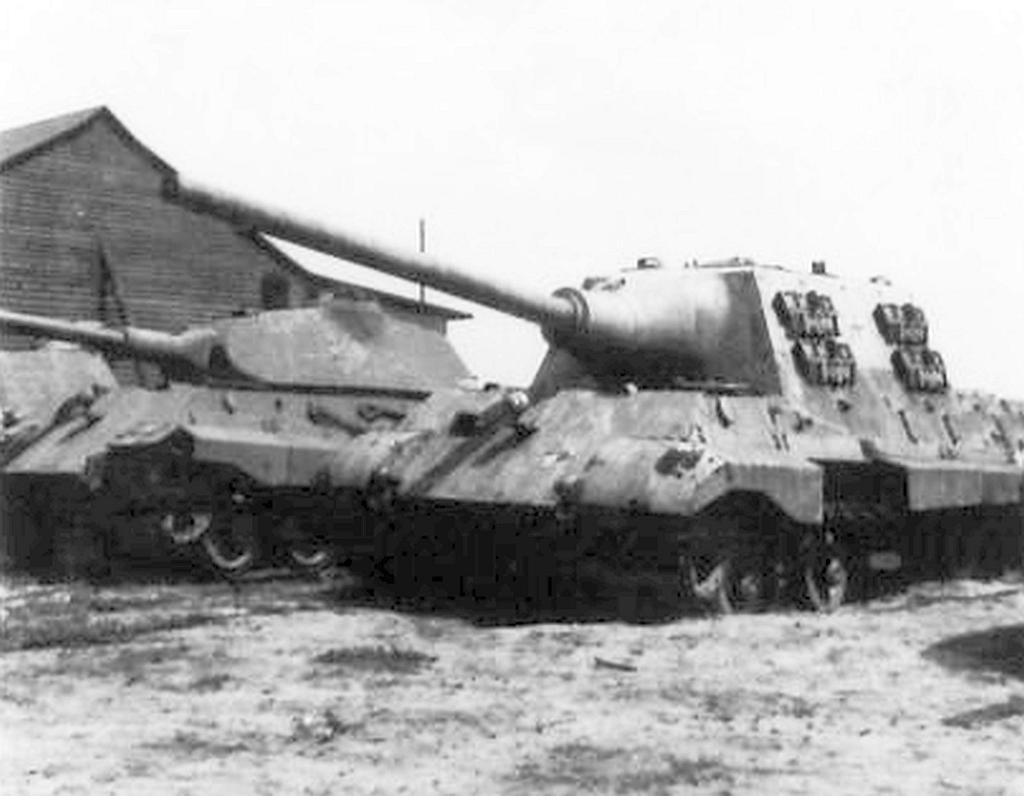
Jagdtiger 305004 auf dem Henschel-Gelände in Haustenbeck, Juni 1945

Gegen Ende des Krieges sollten auch Fahrzeuge, die für Schul- und Erprobungszwecke vorgesehen waren, zum Einsatz kommen. Darunter auch einige Jagdtiger. So wurde am 31. März 1945 die Panzerkompanie Kummersdorf gegründet. Diese sollte die Verteidigung Schweinfurts verstärken. In ihren Bestand sollten die in der Heeresversuchsstelle Kummersdorf zur Erprobung befindlichen Panzerfahrzeuge des Heereswaffenamtes kommen. Darunter war auch ein Jagdtiger, laut den originalen Dokumenten das Erprobungsfahrzeug mit der Fahrgestellnummer 305004. Wahrscheinlicher ist jedoch, dass es sich um ein anderes Fahrzeug (305001 oder 305002) handelte: Jagdtiger 305004 war wegen fehlender Rohrzurrung nicht gefechtsfähig und wurde auch am 6. April 1945 auf dem in entgegengesetzter Richtung liegenden Truppenübungsplatz Senne von US-Truppen erbeutet. Das Fahrzeug hätte höchstens dort bei Kämpfen um Senne und Paderborn zum Kampfeinsatz kommen können, bevor es auf dem Übungsplatz am 5. April von den sich zurückziehenden deutschen Truppen verlassen wurde. Die Panzerkompanie Kummersdorf verließ außerdem erst am 20. April 1945 die Heeresversuchsstelle, nun als Teil der Kampfgruppe Möws, und sollte sich über Wünsdorf und Luckau Richtung Neuhof bewegen. Zum Einsatz bei Schweinfurt konnte es jedoch nicht mehr kommen, da die Stadt schon am 11. April von US-Truppen erobert wurde. Das Schicksal des Jagdtigers der Panzerkompanie Kummersdorf ist nicht bekannt. Ob es sich bei dem Jagdtiger jener Kampfgruppe um die „001“ oder die „002“ gehandelt hat, ist ungeklärt.

### 1. SS-Panzer-Division

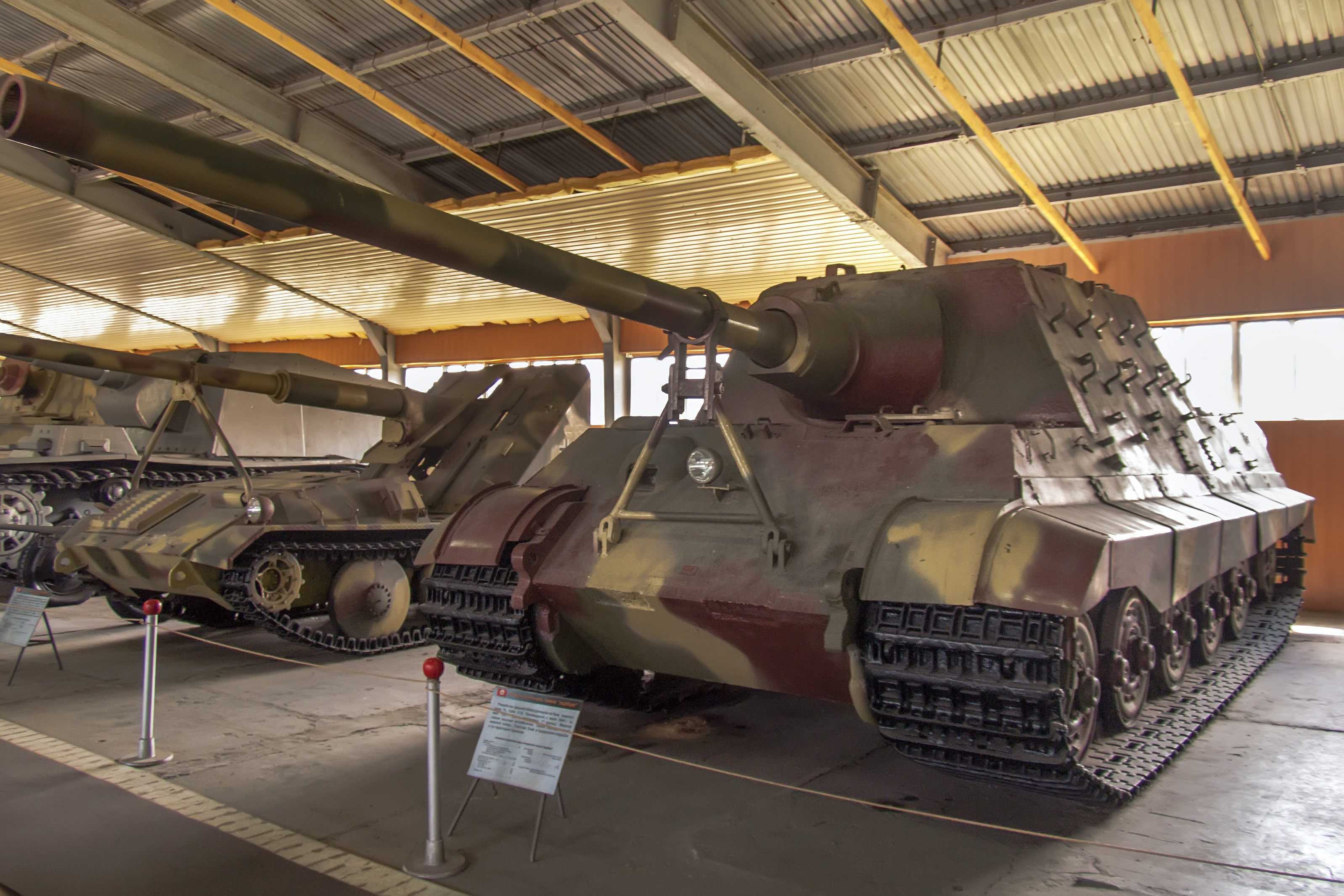
Der den Sowjets am 8. Mai 1945 zugefallene Jagdtiger im Panzermuseum Kubinka

Die 1. SS-Panzer-Division „Leibstandarte SS Adolf Hitler“ erhielt am 30. April 1945 die letzten drei fertiggestellten und einen reparierten Jagdtiger der Schweren Panzerjäger-Abteilung 653, nachdem jene den Tag zuvor aufgelöst worden war. Auch die Besatzungen wurden überstellt. Sie war damit die letzte mit Jagdtigern ausgerüstete Einheit. Die neuen Jagdtiger trugen keine Nummern mehr, sondern wurden lediglich als deutsche Fahrzeuge markiert. Die Jagdpanzer wurden darauf direkt auf einen Zug verladen und nach St. Leonhard am Forst bei St. Pölten gebracht, um dort aus dem bereits gefallenen Wien vorstoßende sowjetische Truppen aufzuhalten. Zu einem Kampfeinsatz dieser Fahrzeuge kam es jedoch auch nicht mehr: Am 8. Mai befand sich die Einheit bereits auf dem Rückzug wieder Richtung Westen; entweder, weil von dort nun auch die Amerikaner immer näher heranrückten; oder aber, um sich zu ergeben und nicht in sowjetische Kriegsgefangenschaft zu geraten. Ein Jagdtiger blieb dabei wegen eines technischen Ausfalls entlang der Wiener Straße (heute: Bundesstraße 1) auf der Brücke über die Ybbs bei Amstetten liegen. Die übrigen drei bewegten sich weiter westwärts. Als man dann in Strengberg (nur 30 Kilometer vom Nibelungenwerk) angekommen war, war der Ort bereits einige Stunden zuvor von amerikanischen und sowjetischen Truppen besetzt worden. Die Einheit war somit zur bedingungslosen Kapitulation gezwungen und die drei Jagdtiger wurden den Alliierten übergeben. Amstetten wurde ebenfalls am selben Tag erobert.
Nachdem Deutschland dann am selben Tag kapituliert hatte, fotografierten sich amerikanische und sowjetische Truppen zusammen auf den erbeuteten Jagdtigern angesichts des historischen Ereignisses. Unter den Fahrzeugen befand sich auch der Jagdtiger mit der Fahrgestellnummer 305083, welcher später von den Sowjets als besondere Trophäe in die UdSSR mitgenommen wurde.

### Nach dem Krieg
Die meisten Jagdtiger und ihre Wracks sind nach dem Krieg zwischen 1945 und 1948 verschrottet worden. Ausnahme waren erbeutete Fahrzeuge, die von den Alliierten zu Erprobungszwecken übernommen worden waren:
- Der in Neustadt an der Weinstraße am 23. März 1945 erbeutete Jagdtiger Nr. 331 (Fahrgestellnummer 305020) wurde für Erprobungen der U.S. Army in die USA verschifft und war dort bis 2023 als Museumsexponat im US Army Ordnance Museum auf dem Gelände des Aberdeen Proving Ground in Maryland zu besichtigen.[2] 2023 wurde das Fahrzeug im U.S. Army Center of Military History in Fort Benning klimatisiert eingelagert, wo es eventuell restauriert werden soll.[8]Jagdtiger 305004 im Panzermuseum Bovington

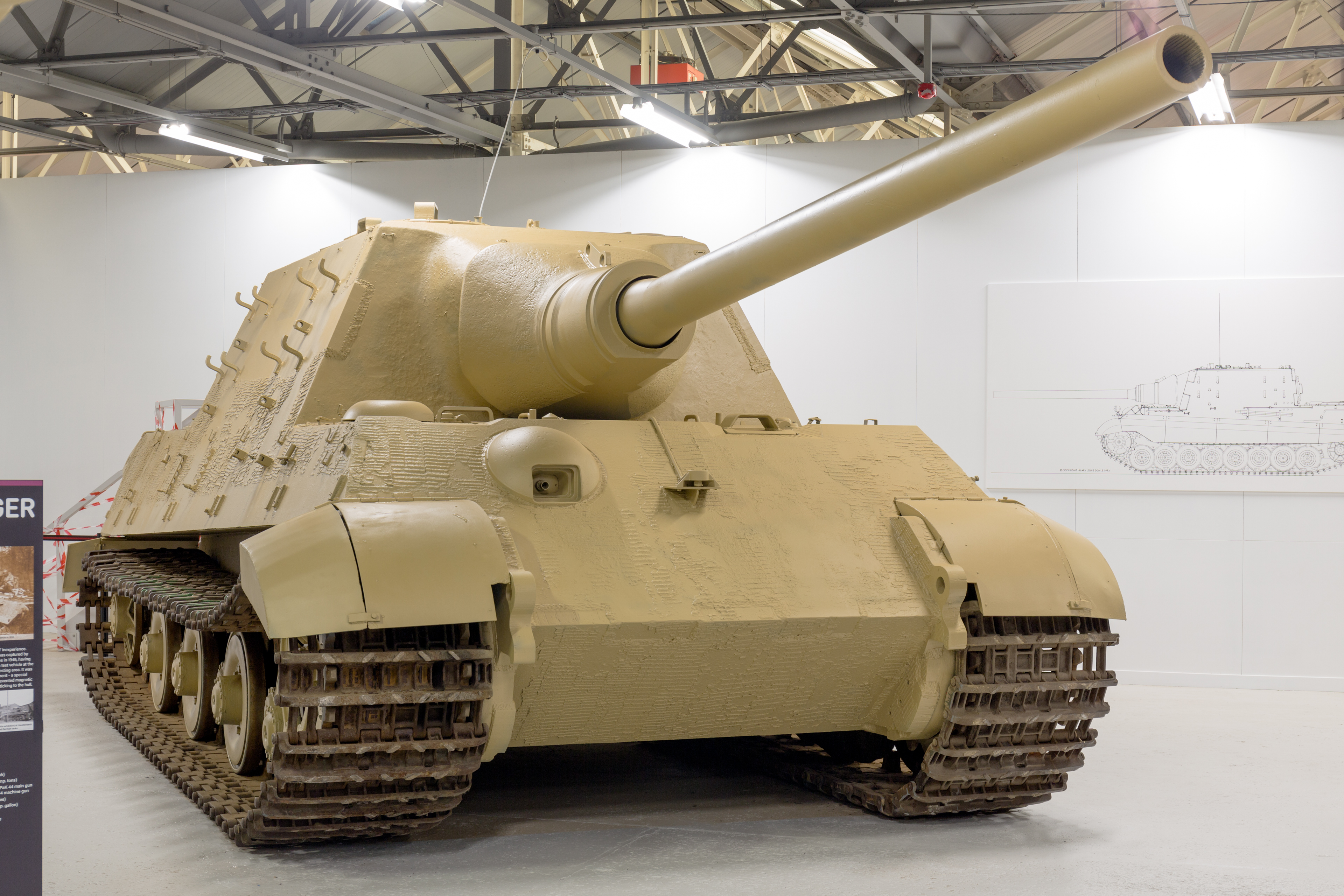
Jagdtiger 305004 im Panzermuseum Bovington

- Der am 6. April 1945 von US-Truppen erbeutete Jagdtiger 305004 wurde nach seiner Erbeutung in Senne auf das naheliegende Erprobungsgelände von Henschel bei Haustenbeck verlegt und von den Amerikanern untersucht. Als der Ort dann nach dem Krieg zum Teil der britischen Besatzungszone wurde, untersuchte das British Ministry of Supply das Fahrzeug am 25. August 1945. Im Januar 1946 wurde das Fahrzeug dann auf der Straße über Nienburg (Weser) nach Bremerhaven transportiert und von dort nach England verschifft, wo es darauf von der School of Tank Technology in Chertsey untersucht wurde. Seit 1952 ist der Jagdtiger im Panzermuseum Bovington zu besichtigen und ist heute der einzige erhaltene Jagdtiger mit Porsche-Fahrgestell.[58][62]

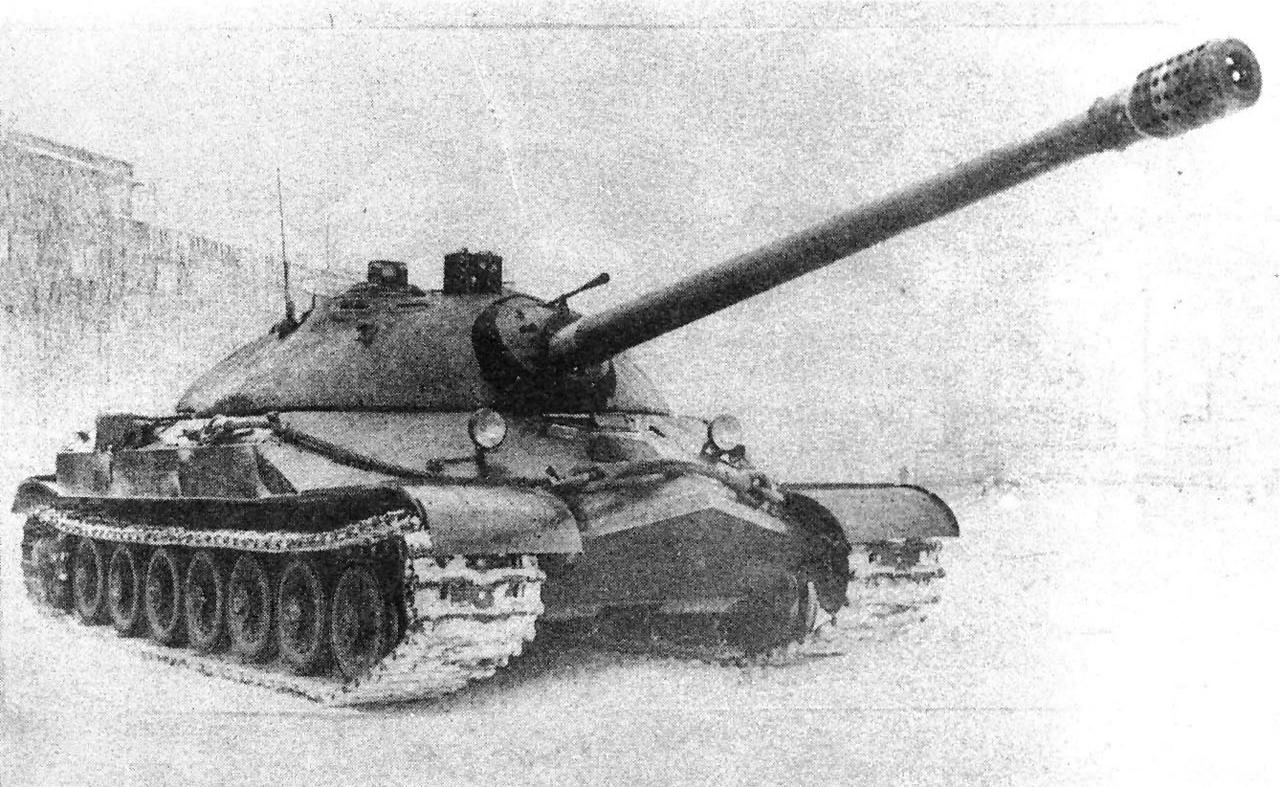
Der IS-7 (Objekt 260) wurde als direkte Antwort zum 12,8-cm-Geschütz des Jagdtigers entwickelt.

- Der am 8. Mai 1945 von der Roten Armee in Strengberg erbeutete Jagdtiger 305083 wurde im Oktober 1946 aus dem besetzten Österreich als besondere Trophäe in die Sowjetunion mitgenommen und dort auf dem militärischen Erprobungsgelände in Kubinka bei Moskau untersucht, wo er auch seit 1978 im dortigen Panzermuseum Kubinka zu besichtigen ist. Eine Beschriftung an der Bugplatte des Fahrzeugs liest „Sterburg 5.5.45“ (ШТЕРБУРГ 5.5.45) und steht wohl für Ort und Datum der Erbeutung des Panzers; beide Angaben sind jedoch inkorrekt: Ein Ort namens „Sterburg“ existiert nicht, sodass nur das am 8. Mai besetzte Strengberg gemeint sein kann. Darüber hinaus war es der Jagdtiger, dessen Feuerkraft die Sowjetunion bereits im Dezember 1945 davon überzeugt hatte, einen überschweren Panzer zu entwickeln, dessen Panzerung dem 12,8-cm-Geschütz standhalten könnte; das Resultat war der IS-7 (Objekt 260).[2][61][63][64]

Teile eines Jagdtiger-Wracks sind außerdem im Technik-Museum Sinsheim zu besichtigen. Die Geschichte des ursprünglichen Fahrzeugs ist nicht bekannt. Darüber hinaus ist anzumerken, dass die Wracks des Jagdtigers teilweise noch vor ihrer Verschrottung von der zivilen Bevölkerung ausgeschlachtet wurden und so Überreste bis heute erhalten blieben:
- So wurde 2010 auf einem naheliegenden Bauernhof in Bachappen ein rechteckiges, fast 100 kg schweres Stahlstück entdeckt, bei welchem es sich sehr wahrscheinlich um einen Teil der Heckluke eines Jagdtigers handelte. Das Fundstück wurde bei Kriegsende im Wald des benachbarten Eckersberg gefunden und diente auf dem Hof als Amboss.[34]
- Bei dem Jagdtiger-Wrack in Etternschlag wurden einige Kettenglieder abmontiert und als Gewicht für einen Traktor verwendet, wodurch sie noch bis 2000 erhalten geblieben waren.[21]

2017 wurden außerdem an der Stelle, wo am 26. März 1945 der Jagdtiger zwischen Eppelheim und Pfaffengrund gesprengt wurde, während einer Baustelle Granaten entdeckt.

### Vor- und Nachteile beim Kampfeinsatz
Die zentrale Stärke des Jagdtigers waren die hohe Durchschlagsleistung seiner Kanone und seine Panzerung.

#### Feuerkraft
Der Jagdtiger konnte Panzer und andere Ziele auf Distanzen bis vier Kilometer bekämpfen. Ein geheimes Dokument des Heereswaffenamtes vom 5. Oktober 1944 berechnet ausführlich diese Stärke: Der Jagdtiger sollte alliierte Panzer vom Typ M4 Sherman, T 34-85, KW-85, IS-2, Cromwell und Churchill selbst an den am stärksten gepanzerten Stellen auf über 3500 m durchschlagen können.
Im November 1949 durchgeführte Schießversuche der Briten, bei denen ein Churchill Mk. VII mit zusätzlichen Panzerplatten (235 mm) mit panzerbrechender Munition (APC-HE) aus einer 12,8-cm-PaK 44 L/55 beschossen worden war, zeigten, dass das Geschütz, selbst wenn es die Panzerung nicht durchschlagen konnte, dennoch die kinetische Kraft besaß, schwere Strukturschäden zu verursachen: Beim Churchill wurde auf (simulierten) 732 Meter bei einem Auftreffwinkel von 30° nach nur einem Treffer der Turm abgerissen.

#### Panzerung
Die Panzerung des Jagdtigers soll nach Angaben des Heereswaffenamtes gegen alle bis 1944 bekannten alliierten Panzer bei Frontbeschuss undurchdringbar gewesen sein. Sowjetische Beschussversuche an einem erbeuteten Tiger II (dessen Bugpanzerung mit der des Jagdtigers identisch ist) demonstrierten jedoch, dass die Wannenfrontpanzerung (150/100 mm bei 40°) nur gegen das 85-mm-Geschütz SiS-S-53 des T 34-85 (und alle schwächeren Geschütze) völlig immun war:
- Die 100-mm-Feldkanone M1944 (BS-3) konnte die Wannenfrontpanzerung mit panzerbrechender Munition auf Distanzen von 500 bis 1000 Metern entlang der Kante, wo das Bugunterteil und das Bugoberteil aufeinandertreffen, frontal durchschlagen. Abgesehen von jener Schwachstelle konnte das Geschütz aber weder die 150-mm-Bugplatte noch die untere 100-mm-Bugplatte (mit der Ausnahme von Folgetreffern) durchschlagen, sondern lediglich Risse und Dellen verursachen.

- Die 122-mm-Kanone M1931/37 (A-19) konnte bei gleichen Distanzen die Wannenfrontpanzerung nicht einmal an der Schwachstelle, sondern ausschließlich durch Folgetreffer penetrieren und sonst ebenfalls nur Risse und Dellen bewirken.

Die Beschusstests zeigten, dass die Panzerung trotz ihrer Stärke Schwachstellen hatte und bei Folgetreffern selbst durch Geschütze, welche sie nicht penetrieren sollten, durchschlagen werden konnte.

#### Technische Schwächen des Fahrzeugs
Der Jagdtiger wies zahlreiche Schwächen auf:
- Das Laufwerk war zu hart gefedert; wenn die Kanone beim Fahren nicht festgezurrt war, kam es zur Dejustierung von Zieloptik und Kanone.
- Aus Gewichtsgründen beim Ladevorgang waren Granate und Kartusche getrennt, dies führte zu langsamer Schussfolge, da die Kanone zum Entladen der Kartusche auf Nullstellung gedreht werden musste.
- Motor, Getriebe, Lenkgetriebe und Seitenvorgelege waren wegen zu schwachem Motor störanfällig.
- Um ein defektes Getriebe zu ersetzen, mussten zuerst das Armaturenbrett des Fahrers, die Funkgeräte und zusätzlich auch (anders als bei Panzern mit drehbarem Turm) das 6,5 Tonnen schwere Hauptgeschütz demontiert werden. Nach dem Wiedereinbau musste das Geschütz von neuem mit der Zieloptik kalibriert werden.[2]
- Das Fahrgestell wurde überansprucht und es gab einen hohen Kettenverschleiß.
- Die Bergung des Jagdpanzers war wegen des sehr hohen Gewichts sehr schwierig.
- Es kam zu starker Rauchentwicklung beim Schießen.[22]
- Da der Jagdtiger keinen drehbaren Turm besaß, musste beim Zielen das gesamte Fahrzeug in Zielrichtung gewendet werden, was das Fahrwerk zusätzlich beanspruchte.[42]

#### Fazit
Die Schwere Panzerjägerabteilung 653 verlor nur 30 Prozent ihrer Kampfwagen durch direkte Feindeinwirkung, die Schwere Panzerjägerabteilung 512 nur 20 Prozent. Alle anderen blieben wegen Pannen oder technischer Aussetzer liegen und mussten zurückgelassen bzw. beim Rückzug gesprengt werden. Auch Otto Carius war über die Entwicklung eines solchen Fahrzeugs in den letzten Kriegsjahren nicht erfreut. Die Produktionskosten eines einzelnen Jagdtigers waren dabei etwa doppelt so hoch wie die eines Panzer IV. Der Panzerexperte Roman Töppel kommt zum Schluss: „Aufwand, Kosten und Nutzen standen dabei in keinem sinnvollen Verhältnis mehr. Hitlers Hoffnung, man könne die erdrückende zahlenmäßige Unterlegenheit durch stärkere Waffentechnik ausgleichen, erwies sich als Chimäre.“
Dennoch beeinflusste der Jagdtiger (vor allem durch sein Geschütz) die Entwicklung von alliierten Panzern. Nachdem nämlich jene den Jagdtiger auf seine Feuerkraft untersucht hatten, erhöhten sie die Panzerung auf den sich in Entwicklung befindenden Fahrzeugen oder entwickelten neue Panzer:
- Die Sowjets entwickelten ab 1945 den IS-7 (Objekt 260): Das Fahrzeug sollte speziell dem Geschütz des Jagdtigers bei Frontalbeschuss standhalten.[64]
- Die Briten (in Erwartung, dass die Sowjets ähnliche Geschütze entwickeln würden) kamen nach Schießversuchen mit der 12,8-cm-PaK 44 L/55 im Jahr 1949 zu dem Entschluss, dass der von ihnen entwickelte Panzer FV 201 obsolet sei. Sie erhöhten darauf bei dessen Nachfolger, dem FV214 Conqueror, aber auch bei späteren Centurion-Versionen die Dicke der Panzerung.[65]

## Technische Beschreibung

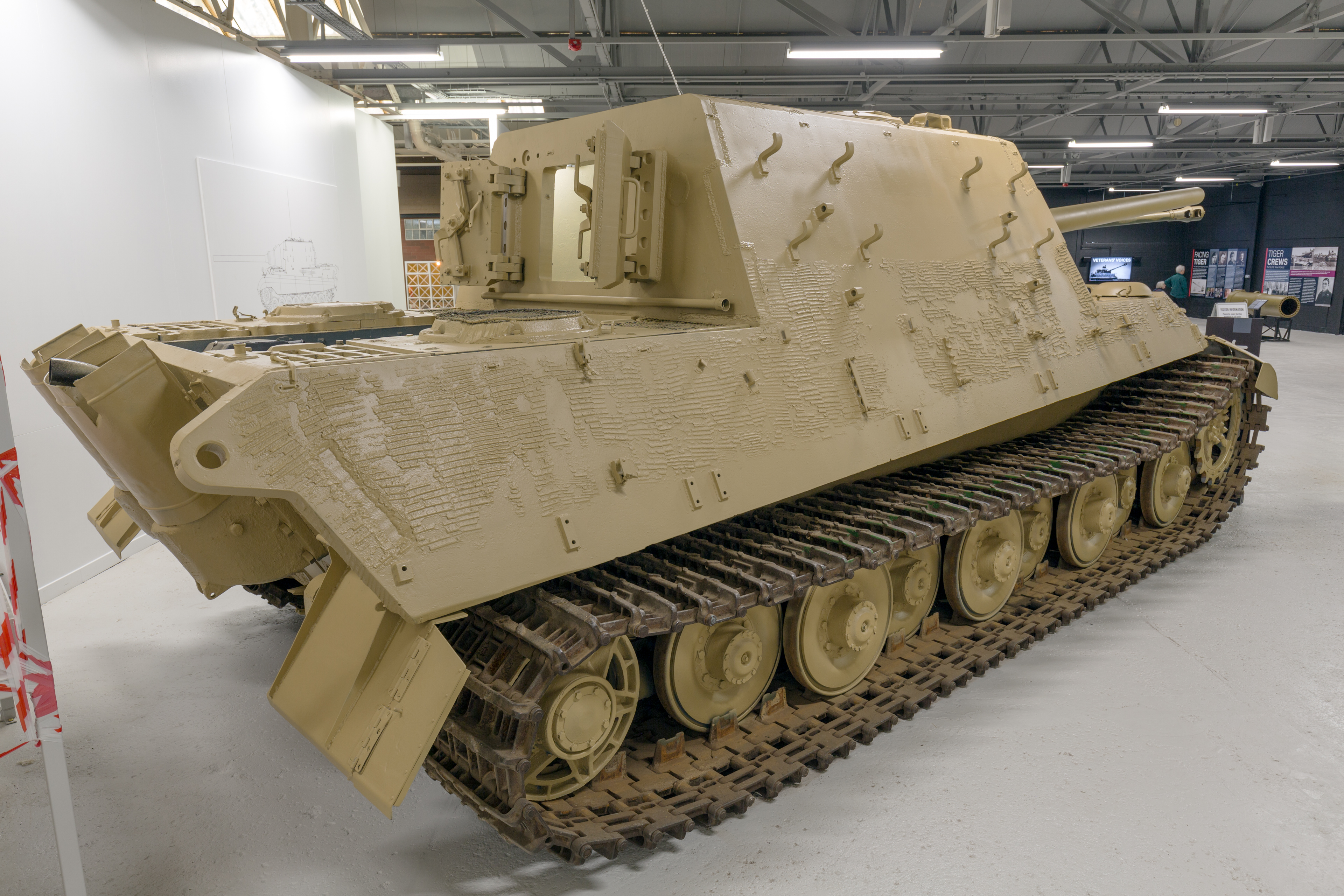
Hinteransicht des Jagdtigers

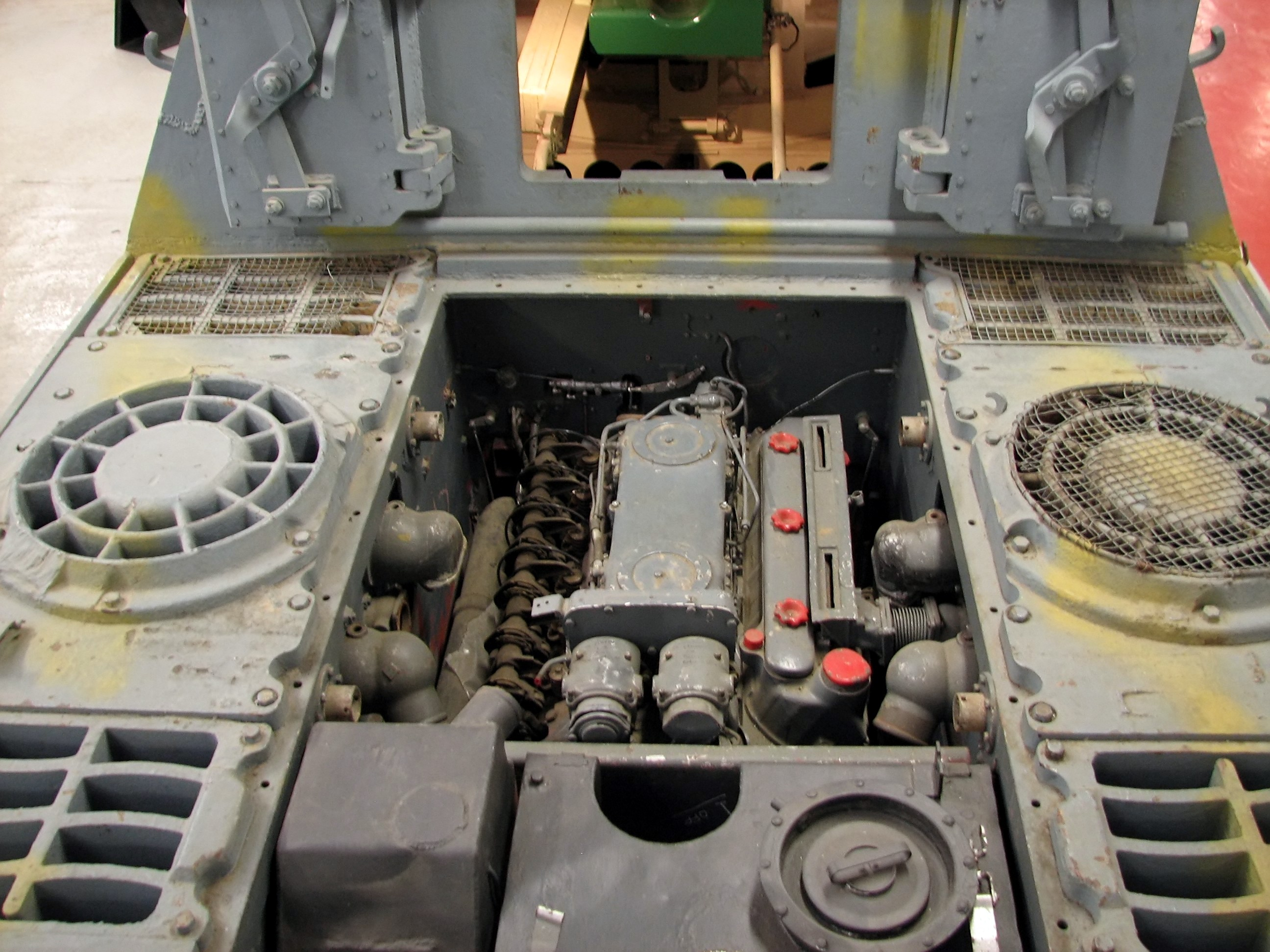
Maybach HL 230 P30 im Jagdtiger

Das Fahrzeug kam auf ein Gesamtgewicht von bis zu 74 t mit einer 12,8-cm-Kanone und einer massiven Panzerung von bis zu 250 mm. Der Jagdtiger wurde mit dem Zwölfzylinder-Ottomotor vom Typ Maybach HL 230 P30 des Tiger II ausgestattet und war damit erheblich untermotorisiert. Dennoch erreichte er eine maximale Geschwindigkeit von 38 km/h auf der Straße und 17 km/h im Gelände. Der Treibstoffverbrauch war verhältnismäßig sehr hoch – die 865 l Tankinhalt reichten für etwa 170 km auf der Straße und etwa 120 km im Gelände bei Marschgeschwindigkeit.
Als Jagdpanzer erhielt er keinen drehbaren Turm. Der Panzer musste grob auf das Ziel ausgerichtet werden, die Kanone war gegenüber dem Fahrzeug um jeweils 10° nach rechts und links schwenkbar, um genauer auf das Ziel ausgerichtet werden zu können. Es existieren keine Berichte, dass die Frontpanzerung im Kriegseinsatz jemals von einer Granate durchschlagen wurde; zumeist wurden die Jagdtiger von Flugzeugen oder Infanteristen ausgeschaltet oder wurden von den Besatzungen aufgegeben.
Als der Jagdtiger im Herbst 1944 in die Serienproduktion ging, konnte er die Panzerung eines M4 Sherman auf über drei Kilometer Entfernung in praktisch jedem beliebigen Winkel durchschlagen. Seine Frontpanzerung war für die meisten alliierten Geschütze nahezu undurchdringlich und die 12,8-cm-Kanone in ihren ballistischen Leistungen hervorragend. Aber Schwächen wie das enorme Gewicht, die schlechte Geländegängigkeit und die Größe behinderten den Panzer und seine Logistik erheblich. Auch die Feuergeschwindigkeit war gering, da Geschoss und Treibladung aufgrund des Gewichtes separat geladen werden mussten.

### Technische Daten
| Jagdpanzer VI Jagdtiger               | | |
| Maße und Gewichte                     | | |
| nach Fahrwerk                         | Henschel | Porsche |
| Leergewicht                           | 71,7 t | 69,9 t |
| Länge über alles mit Kanone nach vorn | 10,654 m | 10,370 m |
| Breite mit Geländeketten              | 3,6225 m | 3,590 m |
| Höhe                                  | 2,945 m | 2,92 m |
| Feuerhöhe                             | 2,172 m | 2,172 m |
| Bodenfreiheit                         | 48 cm | 56 cm |
| Bewaffnung                            | | |
| nach Geschütz                         | Sd.Kfz. 186 | Sd.Kfz. 185 |
| Hauptbewaffnung                       | 12,8-cm-PjK 44 L/55 | 8,8-cm-PaK 43/3 L/71 |
| Rohrlänge                             | 7040 mm | 6298 mm |
| Kanonenüberstand vorn                 | 305 cm | 230,8 cm |
| Gewicht des Hauptgeschützes           | 6,5 t | − |
| Höhenrichtfeld                        | +15°/−7° | +15°/−7° |
| Seitenrichtfeld                       | rechts und links je 10° = 20° | rechts und links je 10° = 20° |
| Sekundärbewaffnung                    | 1 × 7,92-mm-MG 34 mit 2400 Schuss im Bug 1 × 360°-drehbares 7,92-mm-MG 42 mit 900 Schuss am Heck (Flugabwehr) 1 × 360°-drehbarer Granatwerfer in der Turmdecke mit 24 Granaten (Nahverteidigung) | 1 × 7,92-mm-MG 34 mit 2400 Schuss im Bug 1 × 360°-drehbares 7,92-mm-MG 42 mit 900 Schuss am Heck (Flugabwehr) 1 × 360°-drehbarer Granatwerfer in der Turmdecke mit 24 Granaten (Nahverteidigung) |
| Fahrleistung                          | | |
| Motor                                 | Maybach HL 230 P30 (Zwölfzylinder-Ottomotor; V-Motor mit 60° Bankwinkel) | Maybach HL 230 P30 (Zwölfzylinder-Ottomotor; V-Motor mit 60° Bankwinkel) |
| Treibstoff                            | Benzin | Benzin |
| Kühlung                               | Wasser | Wasser |
| Hubraum                               | 23,09 l | 23,09 l |
| Bohrung / Hub                         | 130/145 mm | 130/145 mm |
| max. Leistung                         | 515 kW (700 PS) bei 3000−1 | 515 kW (700 PS) bei 3000−1 |
| Dauerleistung                         | 442 kW (600 PS) bei 2500−1 | 442 kW (600 PS) bei 2500−1 |
| Literleistung                         | 30,4 PS/l | 30,4 PS/l |
| Gewichtsbezogene Leistung             | ca. 10 PS/t | ca. 10 PS/t |
| Getriebe                              | Maybach OLVAR OG40-1216B (8-Gang-Schaltgetriebe) Henschel L801 (Zweiradien-Lenkgetriebe) | Maybach OLVAR OG40-1216B (8-Gang-Schaltgetriebe) Henschel L801 (Zweiradien-Lenkgetriebe) |
| Gangstufen                            | 8 Vorwärtsgänge / 4 Rückwärtsgänge | 8 Vorwärtsgänge / 4 Rückwärtsgänge |
| Höchstgeschwindigkeit Straße          | 38 km/h | 38 km/h |
| Höchstgeschwindigkeit Gelände         | 17 km/h | 17 km/h |
| Kraftstoffvorrat                      | 865 l | 865 l |
| Reichweite Straße                     | 170 km | 170 km |
| Reichweite Gelände                    | 120 km | 120 km |
| Kletterfähigkeit                      | 88 cm | 88 cm |
| Steigfähigkeit                        | bis zu 35° | bis zu 35° |
| Wattiefe                              | 175 cm | 175 cm |
| Grabenüberschreitungsfähigkeit        | 250 cm | 250 cm |
| Panzerung                             | | |
| Bugoberteil 40° Neigung               | 150 mm | 150 mm |
| Bugunterteil 40°                      | 100 mm | 100 mm |
| Wannenseiten 65°                      | 80 mm | 80 mm |
| Wannenheck 60°                        | 80 mm | 80 mm |
| Wannendecke                           | 40 mm | 40 mm |
| Geschützblende                        | 250 mm (gegossen) | 250 mm (gegossen) |
| Stirnpanzer 75°                       | 250 mm (gegossen) | 250 mm (gegossen) |
| Seitenwände oben 65°                  | 80 mm | 80 mm |
| Rückwand oben 80°                     | 80 mm | 80 mm |
| Decke oben                            | 45 mm | 45 mm |
| Optik                                 | | |
| Zielfernrohr                          | Winkelzielfernrohr (WZF 2/1) der Carl Zeiss AG mit 10-facher Vergrößerung | Winkelzielfernrohr (WZF 2/1) der Carl Zeiss AG mit 10-facher Vergrößerung |
| Entfernungsmesser                     | drehbarer Raumbildentfernungsmesser (Kommandantensitz) | drehbarer Raumbildentfernungsmesser (Kommandantensitz) |
| Kommunikation                         | | |
| Funkgerät                             | FuG 5 SE 10U, 10-Watt-Sender, 2-m-Stabantenne FuG 8 30, 30-Watt-Sender, Sternantenne D (bei Befehlsfahrzeugen)                                                                                   | FuG 5 SE 10U, 10-Watt-Sender, 2-m-Stabantenne FuG 8 30, 30-Watt-Sender, Sternantenne D (bei Befehlsfahrzeugen)                                                                                   |

### Munition
Im Jagdtiger konnten 38 bis 40 Geschosse für die Hauptbewaffnung mitgeführt werden. Für die Maschinengewehre befanden sich 3300 Schuss im Panzer.
| Munition und Durchschlagsleistung der 12,8-cm-PjK 44 L/55          |                                                         |                                                             |                                                          |                                                             |                                                         |                                                         |                                                   |
| Nomenklatur der Munition                                           | 12,8-cm-Panzergranate 39/43 (APC-HE)                    | 12,8-cm-Panzergranate 39/43 (APC-HE)                        | 12,8-cm-Panzergranate 40/43 mit ballist. Haube (APBC-HE) | 12,8-cm-Panzergranate 40/43 mit ballist. Haube (APBC-HE)    | 12,8-cm-Sprenggranate L/5,0 (HE)                        | 12,8-cm-Granate 38 HL/C (HEAT)                          | 12,8-cm-Granate 38 HL/C (HEAT)                    |
| Geschossgewicht                                                    | 26,3 kg                                                 | 26,3 kg                                                     | 28,3 kg                                                  | 28,3 kg                                                     | 28,0 kg                                                 | 4,8 kg                                                  | 4,8 kg                                            |
| Sprengladung                                                       | 0,55 kg                                                 | 0,55 kg                                                     | 0,6 kg                                                   | 0,6 kg                                                      | 3,6 kg                                                  | –                                                       | –                                                 |
| Treibladung                                                        | 15 kg                                                   | 15 kg                                                       | 15 kg                                                    | 15 kg                                                       | 12,2 oder 15 kg                                         | –                                                       | –                                                 |
| Länge der Granate                                                  | 49,65 cm                                                | 49,65 cm                                                    | 49,65 cm                                                 | 49,65 cm                                                    | 62,3 cm                                                 | –                                                       | –                                                 |
| Mündungsgeschwindigkeit ({\displaystyle v_{0}})                    | 880-920 m/s                                             | 880-920 m/s                                                 | 920-950 m/s                                              | 920-950 m/s                                                 | 750-770 m/s bei 12,2-kg-Treibladung (920 m/s bei 15 kg) | 450 m/s                                                 | 450 m/s                                           |
| max. Feuerreichweite                                               | –                                                       | –                                                           | 4.000 m (direkt)                                         | 4.000 m (direkt)                                            | 8.000 m (direkt) 12.200 m (indirekt)                    | –                                                       | –                                                 |
| Durchschlagsleistung der Projektile (Winkelangaben zur Vertikalen) | bei 60°-Auftreffwinkel ({\displaystyle v_{0}}= 880 m/s) | bei 30°-Auftreffwinkel ({\displaystyle v_{0}}= 880-920 m/s) | bei 60°-Auftreffwinkel ({\displaystyle v_{0}}= 920 m/s)  | bei 30°-Auftreffwinkel ({\displaystyle v_{0}}= 920-950 m/s) | (nicht für gepanzerte Ziele gedacht)                    | bei 60°-Auftreffwinkel ({\displaystyle v_{0}}= 450 m/s) | bei 30°-Auftreffwinkel ({\displaystyle v_{0}}= ?) |
| 100 Meter                                                          | 189 mm                                                  | 228 mm                                                      | 223 mm                                                   | ~248 mm                                                     | –                                                       | 100 mm                                                  | 130 mm                                            |
| 500 Meter                                                          | 166 mm                                                  | 215-219 mm                                                  | 212 mm                                                   | ~248 mm                                                     | –                                                       | 100 mm                                                  | 130 mm                                            |
| 1000 Meter                                                         | 143 mm                                                  | 200-202 mm                                                  | 200 mm                                                   | ~230 mm                                                     | –                                                       | 100 mm                                                  | 130 mm                                            |
| 1500 Meter                                                         | 127 mm                                                  | –                                                           | 189 mm                                                   | –                                                           | –                                                       | 100 mm                                                  | 130 mm                                            |
| 2000 Meter                                                         | 117 mm                                                  | 178 mm                                                      | 178 mm                                                   | ~200 mm                                                     | –                                                       | 100 mm                                                  | 130 mm                                            |

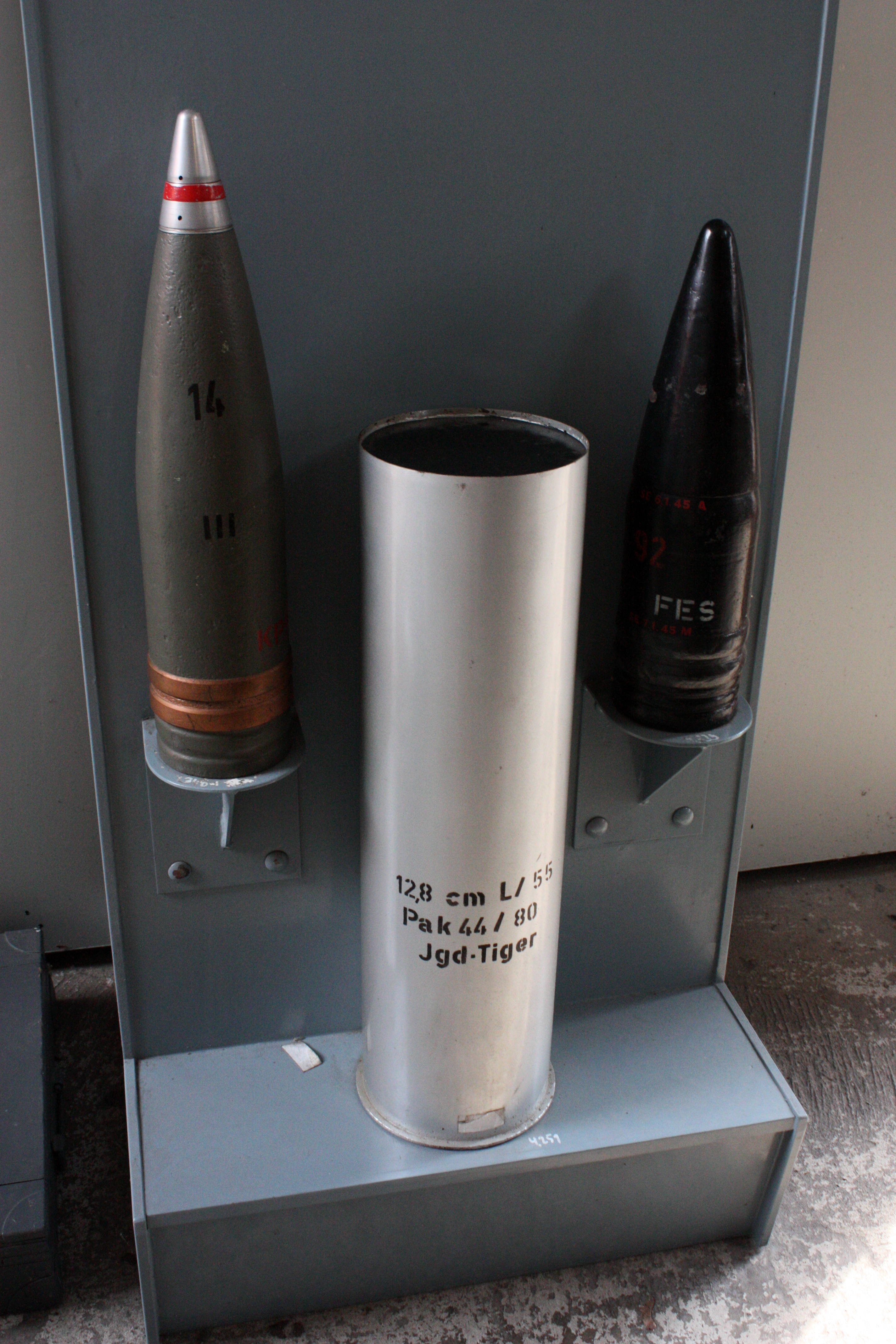
Munition des Jagdtigers: Granate und Kartusche wurden getrennt geladen.

Die Leistung der Munition hing auch stark von anderen Faktoren wie dem Verschleiß des Rohres oder dem Hersteller ab, sodass nicht alle Original-Quellen übereinstimmen. So sank die Mündungsgeschwindigkeit nach den ersten 800 Schuss um etwa 10 %.
Beschusstests von 1943 ergaben für die 12,8-cm-Panzergranate 39/43 folgende Werte:
| Die Durchschlagsleistung der 12,8-cm Panzergranate 39/43 (APC-HE) bei 30°-Auftreffwinkel |         |         |         |         |         |         |
| Mündungsgeschwindigkeit ({\displaystyle v_{0}})                                          | 950 m/s | 900 m/s | 850 m/s | 800 m/s | 750 m/s | 700 m/s |
| Durchschlagsleistung                                                                     | 240 mm  | ~215 mm | ~190 mm | ~172 mm | ~155 mm | 140 mm  |

Es wurde außerdem auf persönlichen Befehl Adolf Hitlers eine 17 kg schwere und 190 mm lange 12,8-cm-Panzergranate 40 mit Wolframkern (Hartkerngeschoss) entwickelt. Der Hartkern hatte einen Durchmesser von 45 mm und wog ca. 4 kg. Bei Schussversuchen ergab sich auf einer Distanz von 1000 Metern eine Durchschlagsleistung von 290 mm bei einem Auftreffwinkel von 60°. Die Granate wurde jedoch aus Mangel an Wolfram nicht weiter produziert. Eine Alternative mit Stahlkern erwies sich als ineffizient.
Eine weitere entwickelte Hohlladungsgranate, die 12,8-cm-Granatpatrone 39 Hl/C, hatte eine Durchschlagsleistung von 130 mm bei einem Auftreffwinkel von 60°, wurde jedoch wegen schlechten ballistischen Werten (Geschwindigkeit & Genauigkeit) nicht produziert.

#### Britische Schießversuche
Im November 1949 unternahmen die Briten mehrere Schießversuche mit einer erbeuteten 12,8-cm-PaK 44 L/55, um zukünftige Panzer gegen Geschütze solchen Kalibers entsprechend zu schützen. Die verwendete Munition (APC-HE) war jedoch nicht aus deutscher Produktion, sondern musste neu hergestellt werden. Geschossen wurde auf 100 Yard (ca. 91 m), jedoch mit verringerter Treibladung, um eine Distanz von 800 Yard (ca. 732 m) zu simulieren. Die nachgeahmten Granaten wogen 59 Pfund (ca. 26,8 kg) und sollten ihre Versuchsziele mit einer Geschwindigkeit von 2471 Fuß/s (ca. 753 m/s) treffen:
| Britische Schießversuche mit der 12,8-cm-PaK 44 L/55 (APC-HE) |                                   |                                                        |
| Ziel (Stahlplatte)                                            | 90 mm                             | 113 mm                                                 |
| Distanz                                                       | ca. 732 m (simuliert)             | ca. 732 m (simuliert)                                  |
| Auftreffwinkel                                                | 55°                               | 55°                                                    |
| Effektive Panzerung                                           | 156 mm                            | 175 mm                                                 |
| Resultat                                                      | 6 Durchschlagstreffer 2 Abpraller | 2 Durchschlagstreffer 1 halber Durchschlag 4 Abpraller |

#### 8,8-cm-PjK 43 L/71
Die Durchschlagsleistung der 8,8-cm-PjK 43 L/71, mit der einige wenige Jagdtiger (Sd.Kfz. 185) ausgerüstet waren, betrug im Vergleich dazu mit der Panzergranate 39 (Pz.Gr. 39/43 APCBC-HE) auf 500 m bei einem Auftreffwinkel von 30° 185 mm bei Panzerstahl, jedoch 217 mm mit der selteneren Panzergranate 40/43 (Pz.Gr. 40/43 APCR). Ab 1000 m Schussweite war die 12,8-cm-PjK 44 trotz L/55 mit dem APBC-Wuchtgeschoss 40/43 der 8,8-cm-PjK 43 mit L/71 allerdings deutlich überlegen.

## Erhaltene Exemplare
Mindestens drei vollständige Jagdtiger haben den Krieg überstanden und sind heute in Museen der Siegermächte zu besichtigen:
1. Fahrgestellnummer 305004 mit Porsche-Laufwerk im Panzermuseum Bovington in Großbritannien
2. Fahrgestellnummer 305020 mit Henschel-Laufwerk im U.S. Army Center of Military History in Fort Benning, Vereinigte Staaten
3. Fahrgestellnummer 305083 mit Henschel-Laufwerk im Panzermuseum Kubinka in Russland